# Коронавірусна хвороба 2019 в Аргентині
Спалах коронавірусної хвороби 2019 в Аргентині — це поширення пандемії коронавірусної хвороби 2019 на територію Аргентини. Перший випадок інфікування новим коронавірусом у країні зафіксовано 3 березня 2020 року в столиці країни Буенос-Айресі. Станом на 8 липня в країні зареєстровано 87017 випадків коронавірусної хвороби, з них 1694 хворих померли.
7 березня 2020 року міністерство охорони здоров'я країни повідомило про першу смерть від коронавірусної хвороби в країні — 64-річного чоловіка, який перед цим відвідував Париж, та мав низку хронічних хвороб, діагноз хворому був виставлений лише посмертно.
19 березня в Аргентині оголошений загальнонаціональний локдаун до 31 березня. Пізніше уряд продовжив локаут до середини квітня, потім до 26 квітня, накінець 25 квітня президент країни Альберто Фернандес оголосив, що у великих містах локаут продовжений до 10 травня. 10 травня локдаун зняли на більшості території країни, за винятком міського округу Великий Буенос-Айрес, де локдаун продовжили до 24 травня, а пізніше до 7 червня. Надалі локдаун у столичному метрополійному окрузі продовжили до 28 червня через значне збільшення числа нових випадків хвороби. 26 червня президент країни оголосив, що обмеження пересування у столичному окрузі зберігаються до 17 липня через значний приріст нових випадків за попередні дні. Проте обмеження кілька разів продовжували до 8 листопада 2020 року. Під час другої хвилі відбувся ще один загальнонаціональний локдаун з 22 по 31 травня 2021 року.
Заходи з боротьби з поширенням коронавірусної хвороби в країні включали обмеження пересування та рекомендації залишатися вдома, закриття частини торговельних закладів, закриття кордонів, закриття шкіл та інших навчальних закладів. Спалахи інфекції, у тому числі зі смертельними випадками, спостерігались у будинках престарілих, в'язницях та інших пенітенціарних закладах, а також в окремих міських районах. Кількість проведених обстежень на коронавірусну хворобу в країні поступово зростала, хоча й тривалий час викликало занепоєння, що вона залишалась меншою, ніж у сусідніх Чилі та Перу. Проте, незважаючи на це, заходи уряду Аргентини щодо боротьби з епідемією вважаються одними з найкращих у регіоні.

## Хронологія

### Лютий
4 лютого круїзний лайнер Diamond Princess помістили в карантин у порту Йокогами в Японії, коли у 10 пасажирів виявлено коронавірусну хворобу. Серед них був 61-річний аргентинець, який подорожував на кораблі разом із дружиною, визнаною здоровою. Він став першим аргентинцем, який захворів коронавірусною хворобою. Його перевели до лікарні в Японії для обстеження та лікування. Інші семеро аргентинських громадян, які подорожували на цьому круїзному лайнері, включно з його дружиною, залишались на кораблі в карантині до 21 лютого. Цього чоловіка у задовільному стані виписали з лікарні 17 лютого. Він покинув Японію 24 лютого, та повернувся додому в Буенос-Айрес 26 лютого.

### Березень
3 березня підтверджено перший випадок коронавірусної хвороби на території країни в 43-річного чоловіка з Буенос-Айреса, який 1 березня повернувся з італійського міста Мілан.
5 березня підтверджено другий випадок коронавірусної хвороби в країні у 23-річного жителя Буенос-Айреса, який нещодавно повернувся з Північної Італії.
6 березня виявлено інфікування коронавірусом в італійського туриста; 25-річного аргентинця, який приїхав з Мадрида; 60-річної жінки, яка приїхала з Італії; та громадянина Японії; після чого кількість виявлених випадків коронавірусної хвороби зросла до 8.
7 березня міністерство охорони здоров'я Аргентини повідомило про першу смерть від коронавірусної хвороби в країні. Першим померлим від коронавісної хвороби став 64-річний чоловік. який перед цим відвідував Париж, та мав низку супутніх хвороб. Його не включили до 8 офіційно підтверджених випадків коронавірусної хвороби, оскільки діагноз йому виставили посмертно.
8 березня коронавірусну хворобу діагностовано в 53-річної аргентинки, яка повернулась з Європи, 71-річної громадянки Італії, яка приїхала з Парми, та ще одна особа, яка повернулась із США, після чого загальна кількість випадків коронавірусної хвороби зросло до 12.
9 березня міністерство охорони здоров'я країни повідомило про виявлення 5 нових випадків коронавірусної хвороби — у Буенос-Айресі, провінції Сан-Луїс, провінції Чако (2 випадки) та провінції Ріо-Негро, після чого кількість зареєстрованих випадків хвороби в країні зросла до 17.
10 березня міністерство охорони здоров'я Аргентини повідомило про виявлення ще двох випадків коронавірусної хвороби — в Ла-Матанзі та Буенос-Айресі, якими стали 42-річний чоловік, який повернувся з Іспанії, та 23-річний чоловік, який прибув з Франції, після чого загальна кількість випадків хвороби в країні зросла до 19.
11 березня міністерство охорони здоров'я країни повідомило про виявлення ще двох випадків коронавірусної хвороби — у 54-річного чоловіка з Буенос-Айреса, який нещодавно повернувся з Німеччини, та в 48-річної жінки з провінції Буенос-Айрес, яка нещодавно повернулась з Іспанії, унаслідок чого загальна кількість випадків у країні зросла до 21. Того ж дня уряд ухвалив рішення про обов'язковий 14-денний карантин для всіх осіб, які повернулись до Аргентини зі значно уражених коронавірусною хворобою країн, зокрема Китаю, Південної Кореї, Японії, Ірану, США та всіх країн Європи.
12 березня в країні виявлено 10 нових випадків коронавірусної хвороби, з них 3 з місцевою передачею. Нові випадки зареєстровані в Буенос-Айресі, провінції Буенос-Айрес, провінції Чако та провінції Кордова. після чого загальна кількість випадків коронавірусної хвороби в країні зросла до 31. Перший випадок внутрішньої передачі віруса в країні зареєстровано в провінції Чако. Наступного дня перший хворий коронавірусною хворобою в країні одужав та виписався з лікарні.
13 березня підтверджена друга смерть у країні від коронавірусної хвороби у 61-річного чоловіка з провінції Чако, який мав низку супутніх хвороб, та який перед цим відвідував Єгипет, Туреччину та Німеччину. Пізніше того ж дня підтверджено три нових випадки хвороби, після чого загальна кількість випадків у країні зросла до 34.
14 березня міністерство охорони здоров'я Аргентини повідомило про виявлення 11 нових випадків коронавірусної хвороби у Буенос-Айресі та провінціях Буенос-Айрес, Чако та Санта-Фе, унаслідок чого загальна кількість випадків хвороби в країні зросла до 45.
15 березня міністерство охорони здоров'я країни повідомило про виявлення 11 нових випадків хворобив: 6 у Буенос-Айресі, 2 у провінції Чако, 2 у провінції Вогняна Земля (перші випадки у провінції) та в провінції Буенос-Айрес. Один із нових випадків хвороби у провінції Чако зареєстровано у 64-річної жінки, яка заразилася шляхом випадкового контакту. Уряд також оголосив про закриття кордонів країни для нерезидентів, закриття національних парків та припинення занять у державних та приватних школах.
16 березня міністерство охорони здоров'я країни підтвердило виявлення ще 9 нових випадків хвороби, з них у місті Буенос-Айрес 5, провінції Чако 3, та провінції Буенос-Айрес 1, загальна кількість випадків хвороби в країні зросла до 65. Уночі губернатор провінції Чако повідомив, що в провінції виявлено не 3, а 4 випадки хвороби, після чого загальна кількість випадків у країні зросла до 66. Того ж дня у провінції Вогняна Земля оголошено локдаун, вона стала першою провінцією, яка запровадила локдаун.
17 березня міністерство охорони здоров'я країни повідомило про виявлення 14 нових випадків коронавірусної хвороби, з них у місті Буенос-Айрес 4, провінціях Буенос-Айрес 2, Кордова 2, Чако 1, Жужуй 1, Ріо-Негро 1, Сальта 1, Ентре-Ріос 1, Санта-Крус 1, унаслідок чого загальна кількість випадків хвороби в країні зросла до 79.
18 березня виявлено 19 нових випадків коронавірусної хвороби, серед них у місті Буенос-Айрес 10, провінції Буенос-Айрес 6, провінції Чако 1, провінції Кордоба 1 та провінції Ентре Ріос 1. Один із попередніх випадків хвороби перекласифіковано як непідтверджений, унаслідок чого загальна кількість випадків хвороби в країні зросла до 97. У той же день міністерство охорони здоров'я країни повідомило про третю смерть у країні внаслідок коронавірусної хвороби. Цього дня провінції Чако, Місьйонес, Сальта, Жужуй, Мендоса та Вогняна Земля оголосили про закриття свої кордонів.
19 березня у країні виявлено 31 випадок коронавірусної хвороби, зокрема в місті Буенос-Айрес 9, провінції Буенос-Айрес 8, провінції Кордова 8, провінції Чако 7, провінції Тукуман 5, та провінції Місьйонес 1. Кількість підтверджених випадків хвороби в країні зросла до 128. У ніч з 19 на 20 березня президент країни Альберто Фернандес оголосив загальний локдаун з пропускним режимом по всій території країни з опівночі 20 березня до 31 березня.
20 березня міністерство охорони здоров'я країни повідомило про виявлення 30 нових випадків коронавірусної хвороби в країні, зокрема в місті Буенос-Айрес 9, провінції Буенос-Айрес 9, провінції Кордова 4, провінції Неукен 2, провінції Чако, провінціях Вогняна Земля, Ентре-Ріос, Сан-Луїс, Коррієнтес і Сантьяго-дель-Естеро по 1. Кількість підтверджених випадків хвороби зросла до 158.
21 березня у провінції Буенос-Айрес помер ще один хворий, після чого кількість померлих унаслідок коронавірусної хвороби в країні зросла до 4. Міністерство охорони здоров'я повідомило про виявлення 67 нових випадків хвороби, з них у місті Буенос-Айрес 29, провінції Буенос-Айрес 15, провінції Чако 5, провінції Мендоса 5, провінції Кордова 4, провінції Вогняна Земля 3, провінції Коррієнтес 2, провінції Санта-Фе 2, провінції Тукуман 1, провінції Ріо-Негро 1, унаслідок чого загальна кількість випадків у країні зросла до 225.
22 березня міністерство охорони здоров'я Аргентини повідомило про виявлення 41 нового випадку хвороби, з них у місті Буенос-Айрес 12, провінції Буенос-Айрес 8, провінції Кордова 8, провінції Чако 7, провінції Тукуман 5, та провінції Місьонес 1. Загальна кількість випадків у країні зросла до 266. Після публікації загальнонаціонального звіту уряд провінції Місьйонес заперечив, що випадок коронавірусної хвороби зареєстрований на їх території, і що правильніше зареєструвати його за провінцією Кордова. У провінції Сантьяго-дель-Естеро виявлено другий випадок коронавірусної хвороби.
23 березня представники міністерства охорони здоров'я країни повідомили, що спостерігається внутрішня передача коронавірусної інфекції в місті Буенос-Айрес, його околицях та деяких містах у провінціях Чако, Вогняна Земля та Кордоба. Також повідомлено про 51 одужання після коронавірусної хвороби в країні. Пізніше у щоденному звіті міністерство охорони здоров'я повідомило про виявлення 36 нових випадків хвороби, з них у місті Буенос-Айрес 11, провінції Буенос-Айрес 5, провінції Кордова 3, провінції Санта-Фе 13, та провінції Чако 4. Кількість випадків хвороби в країні зросла до 301. У провінції Санта-Фе 5 ув'язнених загинули під час заворушень у двох в'язницях через карантинні обмеження.
24 березня уранці міністерство охорони здоров'я Аргентини повідомили про 52 одужання після коронавірусної хвороби. Повідомлено також про п'яту смерть від коронавірусної хвороби, 71-річного чоловіка, який повернувся з Іспанії та був госпіталізований у місті Мар-дель-Плата, пізніше повідомлено про шосту смерть у провінції Чако, 53-річного чоловіка без супутніх хвороб. Пізніше было повідомлено про виявлення 86 нових випадків хвороби: 30 у місті Буенос-Айрес, 30 у провінції Буенос-Айрес, 9 у провінції Чако, 7 у провінції Кордова, 4 у провінції Вогняна Земля, 3 у провінції Санта-Фе, та по 1 — в провінціях Неукен, Ла-Пампа і Санта-Крус, унаслідок чого загальна кількість випадків у країні досягла 387.
25 березня уранці міністерство охорони здоров'я країни повідомило про 63 одужання після коронавірусної хвороби. Пізніше повідомлено про 2 випадки смерті від коронавірусної хвороби, двох жінок. які померли в лікарнях у Буенос-Айресі та провінції Чако, унаслідок чого кількість померлих зросла до 8. Міністерство охорони здоров'я країни повідомило про виявлення 117 нових випадків хвороби, з яких 21 у місті Буенос-Айрес, 30 у провінції Буенос-Айрес, 22 у провінції Санта-Фе, 15 у провінції Кордова, 12 у провінції Чако, 5 у провінції Санта-Крус, 4 у провінції Сан-Луїс, 3 у провінції Ентре-Ріос, 2 у провінції Тукуман і по 1 — у провінціях Мендоса, Неукен і Вогняна Земля. Кількість випадків хвороби в країні зросла до 502.
26 березня уранці міністерство охорони здоров'я Аргентини повідомило про 72 одужання після коронавірусної хвороби. Повідомлено про дев'яту смерть (і четверту у провінції Чако), 59-річного чоловіка, який помер за день до цього, діагноз якому поставлений посмертно. Пізніше повідомлено про виявлення 87 нових випадків хвороби: 30 у місті Буенос-Айрес, 27 в провінції Буенос-Айрес, 12 у провінції Санта-Фе, 3 у провінції Чако, 3 у провінції Кордова, 3 у провінції Неукен, 3 у провінції Вогняна Земля, 2 у провінції Жужуй, 2 у провінції Санта-Крус, 1 у провінції Мендоса, 1 у провінції Сан-Луїс, після чого кількість підтверджених випадків у країні зросла до 589. У додаток до раніше повідомлених, зареєстровано ще 4 смерті від коронавірусної хвороби, унаслідок чого кількість померлих від коронавірусної хвороби в країні зросла до 12.
27 березня уранці міністерство охорони здоров'я країни повідомило про 76 одужань після коронавірусної хвороби. Смерть 59-річного лікаря-травматолога, який перед цим подорожував по Європі, в Неукені, збільшив кількість померлих унаслідок коронавірусної хвороби до 13. У нічному звіті міністерство охорони здоров'я повідомило про збільшення кількості смертей до 17, із 101 новим і перекласифікованими випадками, з яких 43 зареєстровано в місті Буенос-Айрес, 36 у провінції Буенос-Айрес, 9 у провінції Санта-Фе, 6 у провінції Тукуман, 5 у провінції Кордова, 4 у провінції Неукен, 3 у провінції Чако, 3 у провінції Ентре-Ріос, 3 у провінції Ріо-Негро, 2 у провінції Коррієнтес, та по 1 в провінціях Мендоса, Сантьяго дель Естеро та Місьйонес.
28 березня підтверджено нову смерть від коронавірусної хвороби 51-річного чоловіка з Мар-дель-Плата, який перед тим побував у Єгипті та Іспанії. Хворому поставили діагноз тиждень тому, і за цей час він знаходився у відділенні інтенсивної терапії на апараті штучної вентиляції легень, і до цього не мав ніяких супутніх хвороб. За останню добу зареєстровано 55 нових випадків хвороби, з них у місті Буенос-Айрес 18, провінції Санта-Фе 13, провінції Буенос-Айрес 8, провінції Чако 5, провінції Коррієнтес 4, провінції Вогняна Земля 4, провінції Неукен 2, провінції Мендоса 1 та провінції Кордова 1. Також зареєстровано ще одну смерть 84-річної жінки з Буенос-Айреса, яка контактувала з особою, яка повернулась з Італії. Загальна кількість випадків хвороби в країні зросла до 745, 19 хворих померли.
29 березня міністерство охорони здоров'я країни повідомило про виявлення 75 нових випадків коронавірусної хвороби в країні, з них у місті Буенос-Айрес 13, провінції Кордова 18, провінції Буенос-Айрес 16, провінції Санта-Фе 13, провінції Чако 4, провінції Вогняна Земля 4, провінції Ла-Пампа 2, провінціях Сан-Хуан, Ла-Ріоха, Мендоса, Місьйонес і Коррієнтес по 1. Зафіксовані дві нові смерті від коронавірусної хвороби: одна у 58-річного чоловіка з провінції Буенос-Айрес, який контактував з іншим підтвердженим випадком хвороби, та хворів хронічним обструктивним захворюванням легень, та друга в 50-річного чоловіка з Тукумана, який нещодавно повернувся з Європи з дружиною, та був першим випадком у провінції. На той день у країні було 820 підтверджених випадків, 21 хворий коронавірусною хворобою помер. Того ж дня президент країни Фернандес оголосив, що локдаун в країні продовжено до 12 квітня.
30 березня повідомлено про 4 нових смерті хворих від коронавірусної хворобиі: двоє чоловіків з провінції Буенос-Айрес (58 і 67 років), 68-річна жінка з Неукена, яка повернулася з Іспанії, і ще одна 77-річна жінка з Тукумана, яка хворіла ожирінням, діабетом та гіпертензією, та відвідувала Чилі та Болівію. За добу в країні підтверджено 146 нових випадків хвороби, з них у провінції Буенос-Айрес 36, місті Буенос-Айрес 34, провінції Санта-Фе 21, провінції Чако 12, провінції Вогняна Земля 11, провінції Коррієнтес 10, провінції Кордова 8, провінції Неукен 8, провінції Мендоса 3, та провінції Ентре-Ріос 3, унаслідок чого загальна кількість випадків хвороби в країні зросла до 966 випадків, у країні зареєстровано 24 смерті внаслідок коронавірусної хвороби.
31 березня міністерство охорони здоров'я країни повідомило про виявлення 88 нових випадків хвороби в країні, зокрема, в провінції Санта-Фе 22, місті Буенос-Айрес 19, провінції Буенос-Айрес 17, провінції Кордова 14, провінції Вогняна Земля 7, провінції Чако 3, провінції Мендоса 2, провінції Ріо-Негро 1, провінції Коррієнтес 1, провінції Місьйонес 1, та провінції Тукуман 1. Цього дня померло ще 3 хворих, три жінки з провінції Чако (63 роки), провінції Ла-Ріоха (52 роки) та провінції Кордова (89 років). На цей день у країні зареєстровано 1054 випадки хвороби, 27 хворих померли.

### Квітень
1 квітня міністерство охорони здоров'я Аргентини повідомило про виявлення 79 нових випадків в країні, з них у провінції Чако 12, провінції Санта-Фе 11, місті Буенос-Айрес 10, провінції Санта-Крус 10, провінції Буенос-Айрес 10, провінції Мендосі 10, провінції Кордова 6, провінції Неукен 4, провінції Сальта 2, провінції Ентре-Ріос 1, провінції Коррієнтес 1, провінції Сан-Луїс 1, і провінції Тукуман 1. Померло за добу 6 осіб: 71-річний чоловік з провінції Буенос-Айрес, 66-річний чилійський консул у Санта-Фе, 55-річний рабин з міста Буенос-Айрес, 78-річний чоловік з Неукена, 73-річний чоловік з Мендоси, та 61-річна жінка з провінції Буенос-Айрес. Кількість випадків хвороби в країні досягла 1133, кількість померлих зросла до 33.
2 квітня міністерство охорони здоров'я країни повідомило про виявлення 132 нових випадків хвороби, з них у місті Буенос-Айрес 24, провінціях Буенос-Айрес 36, Вогняна Земля 24, Кордова 16, Санта-Фе 8, Неукен 4, Тукуман 4, Чако 3, Ла-Ріоха 3, Сан-Луїс 2, Жужуй 2, Ентре-Ріос 2, Санта-Крус 2, Сантьяго-дель-Естеро 1 і Коррієнтес 1. За добу зареєстровано чотири нових смерті (серед них 73-річний чоловік з Мендоси, 61-річний з провінції Чако та 41-річний чоловік з провінції Буенос-Айрес), унаслідок чого загальна кількість померлих у країні досягла 37, кількість загально підтверджених випадків досягла 1265.
3 квітня в країні зареєстровано 88 нових випадків хвороби, зокрема в місті Буенос-Айрес 28, провінціях Буенос-Айрес 22, Кордова 14, Санта-Фе 8, Чако 8, Ентре-Ріос 2, Мендоса 2, Неукен 1, Ріо-Негро 1, Сан-Луїс 1 та Вогняна Земля 1. У країні зареєстровано 5 нових смертей від коронавірусної хвороби: двоє чоловіків з провінції Буенос-Айрес (87 і 72 років), 60-річний чоловік з провінції Чако, 76-річний громадянин Іспанії, який проживав у Мендосі, та 53-річна жінка з провінції Буенос-Айрес. На цей день у країні зареєстровано 1353 випадків хвороби, з яких 42 хворих померли.
4 квітня в країні зареєстровано 98 нових випадків хворобим: у місті Буенос-Айрес 34, провінціях Буенос-Айрес 26, Чако 8, Вогненна Земля 8, Ріо-Негру 5, Санта-Фе 5, Неукен 4, Кордова 3, Ла-Ріоха 2, Санта-Крус 1, Сантьяго-дель-Естеро 1, та Тукуман 1. 73-річний чоловік з провінції Буенос-Айрес помер, унаслідок чого кількість смертей від коронавірусної хвороби зросла до 43.
5 квітня в Аргентині зареєстровано 103 нові випадки хвороби, кількість померлих зросла до 48 (двоє з них померли після нічного офіційного звіту міністерства охорони здоров'я).
6 квітня міністерство охорони здоров'я країни повідомило про виявлення 74 нових випадків хвороби, унаслідок чого загальна кількість підтверджених випадків у країні досягла 1628. Повідомлено також про 5 нових смертей унаслідок коронавірусної хвороби, 3 чоловіків з міста Буенос-Айрес, чоловіка з провінції Буенос-Айрес і ще одного чоловіка з Неукена, унаслідок чого кількість смертей зросла до 53. Цього дня також одужали 325 хворих.
7 квітня в країні зареєстровано 87 нових випадків хвороби, 7 хворих померли, унаслідок чого загальна кількість випадків досягла 1715, а кількість смертей від коронавірусної хвороби зросла до 60.
8 квітня президент країни повідомив, що локдаун буде продовжено після 12 квітня, з частковим дозволом на роботу деяких видів послуг.
9 квітня міністерство охорони здоров'я Аргентини повідомило про виявлення за останню добу 99 нових випадків хвороби, унаслідок чого загальна кількість випадків хвороби в країні зросла до 1894. За останню добу в країні зареєстровано 14 смертей від коронавірусної хвороби, загальна кількість смертей по країні зросла до 79, а кількість одужань досягла 365.
10 квітня в країні виявлено 81 новий випадок хвороби, за останню добу померло 3 хворих, унаслідок чого загальна кількість випадків у країні зросла до 1975, а кількість смертей до 82. Уночі президент країни підтвердив, що локдаун буде продовжено до 26 квітня переважно у великих містах, доцільність продовження локдауну в місцевостях із незначним поширенням хвороби буде обговорюватися.
11 квітня в країні виявлено 162 нових випадки хвороби, що стало рекордним показником з часу початку епідемії в країні. Кількість померлих хворих зросла до 89.
12 квітня міністерство охорони здоров'я країни повідомило про виявлення 66 нових випадків коронавірусної хвороби, унаслідок чого загальна кількість підтверджених випадків хвороби в країні зросла до 2203. за добу померло 5 хворих, унаслідок чого кількість померлих хворих зросла до 94, кількість одужань зросла до 467.
13 квітня міністерство охорони здоров'я країни повідомило про виявлення 69 нових випадків хвороби та про 3 нові смерті від коронавірусної хвороби. Кількість випадків хвороби в країні зросла до 2272, а кількість померлих до 98, кількість одужань на цей день становила 514. Після виявлення трьох безсимптомних випадків хвороби органи влади Буенос-Айреса ввели обов'язковий масковий режим з 14 квітня, зобов'язано одягати маски для обличчя в громадському транспорті та всім, хто контактує з великою кількістю людей на своєму робочому місці. На порушників цього режиму накладається грошовий штраф. Влада країни також заборонила продаж масок № 95 немедичним працівникам, запропонувавши більшості населення використовувати замість них звичайні захисні маски.
14 квітня у країні зареєстровано 160 нових випадків хвороби, за добу померли 7 хворих, унаслідок чого загальна кількість випадків хвороби зросла до 2432, кількість померлих зросла до 105.
15 квітня міністерство охорони здоров'я країни повідомило про виявлення 128 нових випадків хвороби, унаслідок чого загальна кількість випадків у країні зросла до 2560. За останню добу померли 7 хворих, унаслідок чого кількість смертей зросла до 112, а кількість одужань зросла до 595.
16 квітня міністерство охорони здоров'я країни повідомило про виявлення 98 нових випадків хвороби, за останню добу померли 10 хворих, унаслідок чого загальна кількість випадків хвороби в країні зросла до 2658, кількість померлих від коронавірусної хвороби в країні зросла до 122.
17 квітня в країні зареєстровано 89 нових випадків коронавірусної хвороби, унаслідок чого загальна кількість випадків хвороби в країні зросла до 2747, кількість смертей зросла до 129.
18 квітня міністерство охорони здоров'я Аргентини повідомило про виявлення за останню добу 81 нового випадку коронавірусною хворобою, за останню добу померло 3 хворих. Кількість випадків хвороби в країні зросла до 2828, а кількість померлих від коронавірусної хвороби до 132, кількість одужань у країні на цей день становила 684.
19 квітня міністерство охорони здоров'я країни повідомило про виявлення за останню добу 102 нових випадків коронавірусної хвороби, внаслідок чого загальна кількість випадків у країні досягла 2930. За останню добу померли 2 хворих, унаслідок чого кількість померлих зросла до 134, одужало 24 хворих, загальна кількість одужань у країні зросла до 708.
20 квітня міністерство охорони здоров'я країни повідомило про виявлення 90 нових випадків коронавірусної хвороби, за останню добу померли 8 хворих, унаслідок чого загальна кількість випадків хвороби в країні зросла до 3020, а кількість смертей до 142.
21 квітня зареєстровано 113 нових випадків коронавірусної хвороби, за добу померли 9 хворих, унаслідок чого загальна кількість випадків хвороби в країні зросла до 3133, а кількість померлих до 151.
22 квітня міністерство охорони здоров'я країни повідомило про виявлення в країні 143 нових випадків коронавірусної хвороби, за останню добу померло 8 хворих. Загальна кількість випадків хвороби в країні зросла до 3276, кількість померлих зросла до 159, одужали 868 хворих.
23 квітня міністерство охорони здоров'я Аргентини повідомило про виявлення в країні 147 нових випадків коронавірусної хвороби, унаслідок чого загальна кількість випадків хвороби в країні зросла до 3423. За останню добу померли 6 хворих, унаслідок чого кількість померлих зросла до 165, за останню добу одужали 40 хворих, кількість одужань у країні збільшилась до 908.
24 квітня за даними міністерства охорони здоров'я країни в Аргентині виявлено 172 випадки коронавірусної хвороби, що стало найбільшим показником з часу початку епідемії, унаслідок чого загальна кількість випадків хвороби в країні зросла до 3595. За останню добу померли 11 хворих, унаслідок чого загальна кількість померлих від коронавірусної хвороби в країні зросла до 176. На цей день у країні зареєстровано 965 випадків одужання.
25 квітня в країні зареєстровано 172 нових випадки коронавірусної хвороби, 54 одужання, та 9 смертей унаслідок коронавірусної хвороби. Унаслідок цього загальна кількість випадків хвороби в країні зросла до 3767, кількість одужань до 1019, кількість померлих до 185. Цього дня президент країни повідомив, що в країні вводиться третій етап локдауну, який поширюється на великі міста до 10 травня.
26 квітня уранці міністерство охорони здоров'я країни повідомило про 77 одужань після коронавірусної хвороби. Уночі повідомлено про 7 померлих хворих та 112 нових випадків, унаслідок чого загальна кількість смертей зросла до 192, кількість випадків хвороби зросла до 3879.
27 квітня в країні зареєстровано 111 нових випадків коронавірусної хвороби, за добу померли 5 хворих, унаслідок чого кількість випадків хвороби в країні зросла до 3990, а кількість померлих до 197.
28 квітня міністерство охорони здоров'я Аргентини повідомило про виявлення 124 нових випадків хвороби, за добу померли 10 хворих. Кількість випадків хвороби зросла до 4114, а кількість померлих до 207, кількість одужань зросла до 1151.
29 квітня міністерство охорони здоров'я Аргентини повідомило про виявлення 158 нових випадків хвороби, внаслідок чого загальна кількість випадків хвороби в країні зросла до 4272. За добу померло 7 хворих, унаслідок чого кількість померлих зросла до 214, одужали 30 хворих, кількість одужань зросла до 1181.
30 квітня міністерство охорони здоров'я країни повідомило про виявлення 143 нових випадків хвороби, унаслідок чого загальна кількість випадків у країні зросла до 4415. За добу померли 4 хворих, унаслідок чого загальна кількість померлих зросла до 218. На цей день в Аргентині зареєстровано 1245 випадків одужання.

### Травень
1 травня в країні виявлено 105 нових випадків, зареєстровано 34 одужання, померло 7 хворих, унаслідок чого загальна кількість випадків хвороби в країні зросла до 4519, кількість померлих до 225, та кількість одужань до 1279.
2 травня уранці міністерство охорони здоров'я Аргентини повідомило про одужання ще 28 хворих. У нічному звіті міністерства повідомлено про 12 померлих та 149 нових випадків за останню добу, унаслідок чого загальна кількість померлих зросла до 237, кількість випадків хвороби зросла до 4668.
3 травня в країні зареєстровано 103 нові випадки хвороби, 9 хворих померли, унаслідок чого загальна кількість випадків хвороби в країні зросла до 4770, а кількість померлих до 246.
4 травня кількість підтверджених випадків хвороби в країні зросла до 4874. Повідомлено про 14 нових випадків смерті від коронавірусної хвороби, унаслідок чого кількість померлих зросла до 260.
5 травня міністерство охорони здоров'я Аргентини повідомило про виявлення за останню добу 134 нових випадків хвороби, унаслідок чого загальна кількість випадків хвороби в країні зросла до 5007. За останню добу померло 4 хворих, унаслідок чого кількість померлих зросла до 264, одужали 30 хворих, загальна кількість одужань зросла до 1459.
6 травня міністерство охорони здоров'я країни повідомило про виявлення 188 нових випадків хвороби та 9 нових випадків смерті. Кількість підтверджених випадків хвороби в країні зросла до 5195, загальна кількість померлих до 273, кількість одужань зросла до 1511.
7 травня міністерство охорони здоров'я країни повідомило про виявлення 163 нових випадків хвороби, унаслідок чого загальна кількість випадків хвороби в країні зросла до 5358. За останню добу померли 9 хворих, загальна кількість померлих зросла до 282. На цей день у країні зареєстровано 1588 одужань.
8 травня в країні підтверджено 58 одужань, 11 хворих померли, унаслідок чого загальна кількість одужань зросла до 1646, а кількість померлих до 293. Також було підтверджено 240 нових випадків хвороби, що стало найбільшим показником з початку епідемії в країні, загальна кількість випадків хвороби зросла до 5598. Президент країни повідомив, що загальнонаціональний локдаун буде пом'якшений по всій країні, за винятком Великого Буенос-Айреса, де локдаун продовжено до 24 травня.
9 травня уранці міністерство охорони здоров'я країни повідомило про 69 нових одужань у країні. У нічному звіті повідомлено про 7 померлих хворих та 165 нових випадків, унаслідок чого загальна кількість померлих зросла до 300, а підтверджених випадків до 5763.
10 травня у країні виявлено 258 нових випадків хвороби, за добу померли 5 хворих, унаслідок чого загальна кількість випадків хвороби в країні зросла до 6021, кількість померлих зросла до 305.
11 травня міністерство охорони здоров'я країни повідомило про виявлення за останню добу 244 нових випадків хвороби, унаслідок чого загальна кількість підтверджених випадків в країні зросла до 6265, за останню добу померли 9 хворих, унаслідок чого кількість померлих зросла до 314, одужало 80 хворих, загальна кількість одужань зросла до 1824.
12 травня в країні виявлено 285 нових випадків хвороби, загальна кількість випадків зросла до 6550. Протягом доби померли 5 хворих, загальна кількість померлих від коронавірусної хвороби зросла до 319.
13 травня міністерство охорони здоров'я країни повідомило про виявлення 316 нових випадків хвороби, за добу померло 10 хворих. Кількість підтверджених випадків хвороби зросла до 6866, а загальна кількість померлих до 329, кількість одужань зросла до 2253.
14 травня підтверджено 119 одужань та 24 нових випадки смерті від коронавірусної хвороби, унаслідок чого загальна кількість одужань зросла до 2372, а кількість померлих до 353. За добу виявлено 255 нових підтверджених випадків, унаслідок чого загальна кількість випадків хвороби в країні зросла до 7121.
15 травня уранці міністерство охорони здоров'я повідомило про 112 нових одужань. У нічному звіті було повідомлено про 3 смерті та 345 нових випадків хвороби, унаслідок чого загальна кількість померлих зросла до 356, а підтверджених випадків до 7466.
16 травня виявлено 326 нових випадків хвороби, за добу померли 7 хворих, унаслідок чого загальна кількість випадків хвороби в країні зросла до 7792, а кількість померлих зросла до 363.
17 травня міністерство охорони здоров'я країни повідомило про виявлення 263 нових випадків хвороби та 10 померлих хворих. Кількість підтверджених випадків хвороби в країні зросла до 8055, кількість померлих зросла до 373, кількість одужань в країні зросла до 2556.
18 травня міністерство охорони здоров'я країни повідомило, що за останні добу в країні виявлено 303 нових випадки хвороби, унаслідок чого загальна кількість випадків хвороби в країні зросла до 8358. За останню добу померли 9 хворих, унаслідок чого кількість померлих зросла до 382, 56 хворих одужали, унаслідок чого кількість одужань зросла до 2612.
19 травня в країні виявлено 438 нових випадків хвороби, загальна кількість випадків хвороби в країні зросла до 8796. За добу померло 11 хворих, загальна кількість померлих зросла до 393.
20 травня в країні зареєстровано 61 одужання та 10 померлих, унаслідок чого загальна кількість одужань зросла до 2920, а кількість померлих до 403. За добу виявлено 474 випадків хвороби, унаслідок чого загальна кількість випадків зросла до 9270.
21 травня виявлено 474 нових випадків хвороби, за добу померли 13 хворих, унаслідок чого загальна кількість випадків зросла до 9918, а кількість померлих до 416.
22 травня кількість підтверджених випадків хвороби в країні зросла до 10636 після повідомлення про 718 нових випадків. За добу померли 17 хворих, кількість смертей зросла до 433.
23 травня уранці міністерство охорони здоров'я країни повідомило про 468 нових одужання. У нічному звіті було повідомлено про 12 смертей та 704 нових випадків хвороби, унаслідок чого загальної кількості померлих зросла до 445, а випадків хвороби до 11340. Того ж дня президент країни підтвердив, що локдаун у Великому Буенос-Айресі буде продовжено до 7 червня через значне збільшення кількості нових випадків у попередні дні.
24 травня міністерство охорони здоров'я країни повідомило про виявлення 723 нових випадків хвороби та 7 померлих хворих, кількість випадків хвороби зросла до 12063, а кількість померлих до 452, кількість одужань зросла до 3719.
25 травня міністерство охорони здоров'я країни повідомило про виявлення за останню добу 552 нових випадків хвороби, унаслідок чого загальна кількість випадків хвороби в країні зросла до 12615. За останню добу померли 15 хворих, загальна кількість померлих зросла до 467, одужали 267 хворих, загальна кількість одужань зросла до 3986.
26 травня зареєстровано 600 нових випадків хвороби, загальна кількість випадків зросла до 13215. За добу померли 23 хворих, загальна кількість померлих зросла до 490.
27 травня підтверджено 705 нових випадків хвороби, за добу померло 10 хворих, унаслідок чого загальна кількість випадків хвороби в країні зросла до 13920, а кількість померлих до 500.
28 травня підтверджено 268 одужань, померло 8 хворих, унаслідок чого загальна кількість одужань зросла до 4604, а кількість померлих до 508. За добу виявлено 769 нових випадків хвороби, унаслідок чого загальна кількість підтверджених випадків зросла до 14689.
29 травня кількість випадків хвороби в країні зросла до 15406 виявлення 717 нових випадків. Цього дня померли 12 хворих, унаслідок чого кількість померлих зросла до 520.
30 травня вранці міністерство охорони здоров'я країни повідомило про 312 нових одужань. У нічному звіті було повідомлено про 8 померлих та 795 нових випадків хвороби, унаслідок чого загальна кількість померлих зросла до 528, кількість випадків хвороби зросла до 16201.
31 травня міністерство охорони здоров'я повідомило про виявлення 637 нових випадків хвороби, внаслідок чого загальна кількість випадків хвороби в країні зросла до 16838. За останню добу померли 11 хвороби, унаслідок чого кількість померлих зросла до 539, за останню добу одужали 236 хворих, загальна кількість одужань зросла до 5323.

### Червень
1 червня зареєстровано 564 нових випадків хвороби, за добу померли 17 хворих, унаслідок чого загальна кількість випадків хвороби зросла до 17402, а кількість померлих до 556.
2 червня міністерство охорони здоров'я країни повідомило про виявлення 904 нових випадків хвороби та 13 нових випадків смерті від коронавірусної хвороби. Кількість випадків хвороби зросла до 18306, а загальна кількість померлих до 569, кількість одужань зросла до 5696.
3 червня виявлено 949 нових випадків хвороби, загальна кількість випадків зросла до 19255. За останню добу померли 14 хворих, унаслідок чого кількість померлих зросла до 583.
4 червня виявлено 929 нових випадків хвороби, унаслідок чого загальна кількість випадків хвороби в країні зросла до 20184. За добу померли 25 хворих, унаслідок чого загальна кількість померлих зросла до 608. За останню добу одужали 5980 хворих.
5 червня за добу підтверджено 95 одужань та 24 нових випадки смерті від коронавірусної хвороби, унаслідок чого загальна кількість одужань зросла до 6075, а кількість смертей до 632. За добу підтверджено 840 нових випадків хвороби, унаслідк чого загальна кількість випадків хвороби в країні зросла до 21024.
6 червня вранці міністерство охорони здоров'я повідомило про 92 нових одужання. У нічному звіті повідомлено про 16 смертей та 983 нових випадків хвороби, унаслідок чого загальна кількість померлих зросла до 648, а кількість випадків хвороби до 22007.
7 червня кількість підтверджених випадків хвороби у країні зросла до 22781 після виявлення 774 нових випадків за останню добу. За останню добу померли 16 хворих, унаслідок чого кількість померлих зросла до 664.
8 червня міністерство охорони здоров'я Аргентини повідомило, що за останню добу підтверджено 826 нових випадків хвороби, внаслідок чого загальна кількість підтверджених випадків в країні зросла до 23607. За останню добу померло 29 хворих, унаслідок чого кількість померлих зросла до 693, за останню добу одужали 396 хворих, загальна кількість одужань зросла до 7292.
9 червня зареєстровано 1141 новий випадок захворювання та 24 нових випадки смерті, унаслідок чого загальна кількість випадків хвороби зросла до 24748, а кількість померлих до 717. Уряд провінції Формоса повідомив про перший випадок захворювання на COVID-19 у провінції, після чого лише в провінції Катамарка не реєструвалось жодного випадку коронавірусної хвороби.
10 червня міністерство охорони здоров'я підтвердило 1226 нових випадків хвороби та 18 нових випадків смерті. Кількість підтверджених випадків зросла до 25 974, а загальна кількість померлих до 735, кількість одужань зросла до 7978.
11 червня підтверджено 1386 нових випадків, загальна кількість випадків хвороби зросла до 27360. За добу померло 30 хворих, унаслідок чого кількість померлих зросла до 765.
12 червня підтверджено коронавірусну хворобу в алькальда Ломас-де-Самори Мартіна Інсауральде, після чого його відправили на самоізоляцію. Працівники міністерства соціального розвитку, з якими напередодні зустрічався алькальд, також пройшли обстеження на коронавірус. Наслідком цього стало відкладення попередньо запланованого візиту президента до Катамарки, єдиної провінції, в якій на цей час не зареєстровано жодного випадку хвороби. Пізніше повідомлено про 1391 новий випадок хвороби, внаслідок чого загальна кількість випадків зросла до 28751. За добу померли 20 хворих, унаслідок чого загальна кількість померлих зросла до 785. У країні зареєстровано загалом 8730 одужань.
13 червня підтверджено 340 одужань та 30 нових смертей, унаслідок чого загальна кількість одужань зросла до 9070, а кількість померлих до 815. За добу виявлено 1531 нових випадків хвороби, унаслідок чого загальна кількість підтверджених випадків хвороби зросла до 30282.
14 червня уранці міністерство охорони здоров'я Аргентини підтвердило 481 одужання за добу. У нічному звіті повідомлено про 18 померлих та 1282 нових випадків хвороби, унаслідок чого загальна кількість померлих зросла до 833, а випадків хвороби до 31564.
15 червня кількість підтверджених випадків зросла до 32772 після виявлення 1208 нових випадків. Того дня повідомлено про 21 нових померлих, унаслідок чого кількість померлих зросла до 854.
16 червня міністерство охорони здоров'я країни повідомило про виявлення 1374 нових випадків хвороби, унаслідок чого загальна кількість випадків хвороби зросла до 34146. Повідомлено також про 24 нових померлих, унаслідок чого кількість померлих зросла до 878, одужали 283 хворих, загальної кількості одужань зросла до 10161.
17 червня зареєстровано 1393 нових випадків хвороби та 35 нових випадків смерті, унаслідок чого загальна кількість випадків зросла до 35539, а кількість померлих до 913.
18 червня міністерство охорони здоров'я повідомило про виявлення 1958 нових випадків хвороби та 35 нових випадків смерті. Кількість підтверджених випадків у країні зросла до 37497, а загальна кількість померлих до 948, кількість одужань зросла до 10708.
19 червня зареєстровано 2060 нових випадків хвороби, загальна кількість випадків зросла до 39557. Також повідомлено про 31 нових померлих, унаслідок чого кількість померлих збільшилась до 979.
20 червня підтверджено 1634 нових випадків хвороби, унаслідок чого загальна кількість випадків хвороби зросла до 41191. За останню добу померли 13 хворих, унаслідок чого загальна кількість померлих зросла до 992. Також у країні на цей день зареєстровано 12193 одужань.
21 червня підтверджено 522 одужання та 19 нових смертей, унаслідок чого загальна кількість одужань зросла до 12715, а кількість смертей до 1011. За останню добу підтверджено 1581 новий випадок хвороби, унаслідок чого загальна кількість випадків хвороби зросла до 42772.
22 червня уранці міністерство охорони здоров'я підтвердило 425 нових одужань. У нічному звіті було підтверджено 32 смерті та 2146 нових випадків, унаслідок чого загальна кількість померлих зросла до 1043, а кількість підтверджених випадків до 44918.
23 червня кількість випадків хвороби зросла до 47203 після виявлення 2285 нових випадків. Також повідомлено про 35 нових смертей від коронавірусної хвороби, унаслідок чого кількість померлих зросла до 1078.
24 червня міністерство охорони здоров'я повідомило про виявлення протягом останньої доби 2635 нових випадків хвороби, унаслідок чого загальна кількість випадків хвороби зросла до 49838. Повідомлено про 38 нових померлих, унаслідок чого кількість померлих зросла до 1116, 240 хворих одужали, унаслідок чого загальна кількість одужань зросла до 13803.
25 червня в країні зареєстровано 2606 нових випадків хвороби та 34 нові випадки смерті, внаслідок чого загальна кількість випадків зросла до 52444, а кількість померлих до 1150. Також повідомлено, що у відділеннях інтенсивної терапії по всій країні перебуває 457 пацієнтів із підтвердженим діагнозом COVID-19, що становить 4 % від загальної кількості наявних ліжок у відділеннях інтенсивної терапії. Включно з хворими з підозрою на COVID-19 та іншими причинами, це призводить до завантаженості ліжкового фонду країни в 45,1 %.
26 червня міністерство охорони здоров'я повідомило про виявлення 2886 нових випадків хвороби, за добу померли 34 хворих. Кількість випадків хвороби зросла до 55330, а кількість померлих до 1184, кількість одужань на цей день становила 18403.
27 червня зареєстровано 2411 нових випадків хвороби, загальна кількість випадків зросла до 57731. Також повідомлено про 23 нових випадки смерті, унаслідок чого кількість померлих зросла до 1207.
28 червня підтверджено 2189 нових випадків хвороби, внаслідок чого загальна кількість випадків зросла до 59920. За добу померли 26 хворих, унаслідок чого загальна кількість померлих зросла до 1232. На цей день 20121 хворих одужали після коронавірусної хвороби.
29 червня підтверджено 1004 одужань та 48 нових смертей, унаслідок чого загальна кількість одужань зросла до 21125, а кількість померлих до 1280. Також підтверджено 2335 нових випадків хвороби, унаслідок чого загальна кількість випадків зросла до 62255.
30 червня уранці міністерство охорони здоров'я підтвердило 890 нових одужань. У нічному звіті підтверджено 27 смертей та 2262 нових випадків хвороби, унаслідок чого загальна кількість померлих зросла до 1307, кількість випадків хвороби зросла до 64517.

### Липень
1 липня кількість підтверджених випадків зросла до 67184 після виявлення 2667 нових випадків хвороби. Також повідомлено про 44 нових померлих, унаслідок чого кількість померлих зросла до 1351.
2 липня міністерство охорони здоров'я повідомило, що протягом останньої доби підтверджено 2744 нових випадків хвороби, унаслідок чого загальна кількість випадків хвороби в країні зросла до 69928. Повідомлено також про 34 нових померлих, унаслідок чого кількість померлих зросла до 1385, одужали 1146 хворих, загальна кількість одужань зросла до 24173.
3 липня губернатор провінції Катамарка підтвердив виявлення першого випадку коронавірусної хвороби в провінції. Катамарка стала останньою провінцією, де виявлено випадок коронавірусної хвороби з часу першого виявлення коронавірусної хвороби в країні 3 березня. Пізніше цього дня повідомлено про 2845 нових випадків хвороби та 52 нових випадки смерті, унаслідок чого загальна кількість випадків у країні зросла до 72773, а кількість смертей до 1437.
4 липня в країні виявлено 2590 нових випадків хвороби, зареєстровано 44 нових випадки смерті; кількість підтверджених випадків зросла до 75363, а загальна кількість смертей до 1481, кількість одужань зросла до 25917.
5 липня підтверджено 2439 нових випадків хвороби, загальна кількість випадків зросла до 77802. За останню добу померли 26 хворих, унаслідок чого кількість померлих зросла до 1507.
6 липня підтверджено 2632 нових випадків хвороби, унаслідок чого загальна кількість випадків зросла до 80434. За добу померли 75 хворих, загальна кількість померлих зросла до 1582. На цей день у країні зареєстровано 28518 одужань.
7 липня підтверджено 1564 одужань та 62 нові смерті, унаслідок чого загальна кількість одужань зросла до 30082, а кількість смертей до 1644. Цього дня зареєстровано 2979 нових підтверджених випадків, унаслідок чого загальна кількість випадків хвороби зросла до 83413.
8 липня вранці міністерство охорони здоров'я повідомило про зростання загальної кількості одужань до 6407, повідомлено про ще одну смерть за попередній день. У нічному звіті повідомлено про 51 нову смерть та 3604 нових випадків, унаслідок чого загальна кількість померлих зросла до 1694, загальна кількість підтверджених випадків зросла до 87017.
9 липня кількість підтверджених випадків в країні досягнула рівня 90680 після того, як було зареєстровано 3663 нових випадків. Також повідомлялося про 26 нових випадків смерті, в результаті чого кількість смертей досягла 1720.
10 липня міністерство охорони здоров'я повідомило про виявлення 3367 нових випадків хвороби, унаслідок чого загальна кількість випадків зросла до 94047. Повідомлено про 54 нових померлих, унаслідок чого кількість смертей зросла до 1774, одужали 671 хворих, що призвело до загальної кількості одужань до 38971.
11 липня зареєстровано 3449 нових випадків хвороби та 36 нових випадків смерті, внаслідок чого загальна кількість випадків зросла до 97496, а кількість смертей до 1810.
12 липня міністерство охорони здоров'я повідомило про виявлення 2657 нових випадків хвороби та 35 нових випадків смерті; кількість підтверджених випадків зросла до 100153, загальна кількість смертей зросла до 1845, кількість одужань збільшилась до 42681.
13 липня підтверджено 3099 нових випадків хвороби, загальна кількість випадків зросла до 103252. Також повідомлено про 58 нових випадків смерті, унаслідок чого кількість померлих зросла до 1903.
14 липня підтверджено 3645 нових випадків хвороби, загальна кількість випадків зросла до 106897. За добу померли 65 хворих, унаслідок чого загальна кількість смертей зросла до 1968. На цей день у країні одужали 45454 хворих.
15 липня підтверджено 1831 одужання та 82 нові смерті, унаслідок чого загальна кількість одужань зросла до 47285, а кількість смертей до 2050. За добу виявлено 4250 нових випадків хвороби, унаслідок чого загальна кількість підтверджених випадків зросла до 111147. 95 % нових випадків хвороби зареєстровано в місті та провінції Буенос-Айрес, а також в провінції Чако.
16 липня вранці міністерство охорони здоров'я підтвердило 1822 нових одужання. У нічному звіті підтверджено 62 смерті та 3624 нових випадків, унаслідок чого загальна кількість померлих зросла до 2112, загальна кількість випадків зросла до 114770.
17 липня на прес-конференції, проведеній президентом країни Фернандесом, губернаторами Акселем Кісіллофом (провінція Буенос-Айрес), Хорхе Капітанічем (провінція Чако), Херардо Моралесом (провінція Жужуй) і Арабелою Каррерас (провінція Ріо-Негро), а також мером міста Буенос-Айрес Орасіо Родрігесом Ларретою, було повідомлено, що карантин буде послаблений найближчими тижнями, щоб найскоріше повернутися до нормального життя. Кількість випадків хвороби продовжувала зростати, досягнувши в цілому 119288 після повідомлення про 4518 нових випадків. Також повідомлено про 66 нових випадків смерті, внаслідок чого кількість смертей зросла до 2178.
18 липня міністерство охорони здоров'я повідомило, що за останню добу підтверджено 3223 нові випадки хвороби, унаслідок чого загальна кількість випадків зросла до 122511. За добу померли 42 хворих, унаслідок чого кількість смертей зросла до 2220, за добу одужали 2827 хворих, унаслідок чого загальна кількість одужань зросла до 52594.
19 липня зареєстровано 4231 нових випадків хвороби та 40 нових смертей, унаслідок чого загальна кількість випадків зросла до 126742, а кількість померлих до 2260.
20 липня міністерство охорони здоров'я підтвердило 113 нових смертей, кількість підтверджених випадків зросла до 130761, а загальна кількість смертей до 2373, кількість одужань зросла до 55900. В офіційному звіті міністерства охорони здоров'я повідомлено про 4019 нових випадків хвороби за добу, з яких лише 3937 відповідають підтвердженим випадкам за цей день. Решта 82 випадки походять із затриманих підтверджених випадків з провінції Кордова, які не оновлювались у попередні дні.
21 липня в країні зареєстровано 5344 нових випадків хвороби, загальна кількість випадків зросла до 136105. За добу померло 117 хворих, загальна кількість померлих зросла до 2490.
22 липня зареєстровано 5782 нових випадків хвороби, загальна кількість випадків зросла до 141887. За добу померли 98 хворих, загальна кількість померлих зросла до 2588. На цей день у країні зареєстровано 60518 одужань.
23 липня підтверджено 2284 одужання та 114 нових смертей, унаслідок чого загальна кількість одужань зросла до 62802, а кількість смертей до 2702. Кількість нових випадків хвороби зросла до 6127, внаслідок чого загальна кількість випадків хвороби зросла до 148014.
24 липня вранці міністерство охорони здоров'я підтвердило 2632 нових одужання. У нічному звіті було підтверджено 105 смертей та 5493 нових випадків хвороби, унаслідок чого загальна кількість смертей зросла до 2807, а загальна кількість підтверджених випадків зросла до 155050.
25 липня кількість випадків хвороби продовжувала зростати, досягнувши кількості 158321 після виявлення 4814 нових випадків. Також повідомлялося про 86 нових випадків смерті, внаслідок чого кількість смертей зросла до 2893.
26 липня міністерство охорони здоров'я про виявлення 4192 нових випадків хвороби, унаслідок чого загальну кількість випадків зросла до 162513. Повідомлено про 46 нових випадків смерті, унаслідок чого кількість померлих зросла до 2939, за добу одужали 2496 хворих, унаслідок чого загальна кількість одужань зросла до 70505.
27 липня зареєстровано 4890 нових випадків хвороби та 120 нових смертей, унаслідок чого загальна кількість випадків зросла до 167403, а кількість померлих до 3 059.
28 липня міністерство охорони здоров'я підтвердило 120 нових смертей. Кількість підтверджених випадків зросла до 173342, а загальна кількість смертей до 3179, кількість одужань зросла до 75070.
29 липня зареєстровано 1564 нових випадків хвороби, загальна кількість випадків зросла до 178983. За добу померли 109 хворих, загальна кількість померлих до 3288.
30 липня підтверджено 6377 нових випадків, унаслідок чого загальна кількість випадків зросла до 185360. За добу померли 153 хворих, унаслідок чого загальна кількість померлих зросла до 3441. На цей день у країні зареєстровано 80583 одужань.
31 липня підтверджено 3184 одужання та 102 нові смерті, унаслідок чого загальна кількість одужань зросла до 83767, а кількість смертей до 3543. Кількість нових випадків хвороби становила 5929, унаслідок чого загальна кількість випадків хвороби зросла до 191289. На прес-конференції в другій половині дня президент країни повідомив, що поточні карантинні обмеження триватимуть до 16 серпня, оскільки в останні дні було зареєстровано багато випадків і смертей від коронавірусної хвороби.

### Серпень
1 серпня вранці міністерство охорони здоров'я підтвердило 2719 нових одужань. У нічному звіті було підтверджено 53 смерті та 5241 новий випадок хвороби, унаслідок чого загальна кількість померлих зросла до 3596, а кількість випадків хвороби до 196530.
2 серпня кількість випадків хвороби продовжувала зростати, досягнувши загалом 201906 після виявлення 5376 нових випадків. Також повідомлено про 52 нових випадки смерті, унаслідок чого загальна кількість померлих зросла до 3648. Уряд також вирішив заборонити громадські заходи на території всієї країни терміном на 15 днів на тлі значного зростання кількості випадків хвороби та смертей унаслідок коронавірусної хвороби.
3 серпня міністерство охорони здоров'я повідомило, що за останню добу підтверджено 4824 нових випадків хвороби, внаслідок чого загальна кількість випадків хвороби зросла до 206730. Повідомлено про 165 нових смертей, унаслідок чого кількість померлих зросла до 3813, одужали 2276 хворих, загальна кількість одужань зросла до 91289.
4 серпня зареєстровано 6792 нових випадків хвороби та 166 нових померлихі, внаслідок чого загальна кількість випадків зросла до 213522, а кількість смертей до 3979.
5 серпня міністерство охорони здоров'я повідомило про 127 нових смертей та 7147 нових випадків хвороби. Кількість випадків хвороби зросла до 220669, а загальна кількість померлих до 4106, кількість одужань зросла до 96935.
6 серпня повідомлено про виявлення 7513 нових випадків хвороби, загальна кількість випадків зросла до 228182. За добу померли 145 хворих, загальна кількість померлих збільшилась до 4251.
7 серпня повідомлено про виявлення 7482 нових випадків хвороби, унаслідок чого загальна кількість випадків зросла до 235664. За добу померли 160 хворих, загальна кількість померлих зросла до 4411. На цей день у країні одужали 103284 хворих.
8 серпня підтверджено 4945 одужань та 112 нових смертей, унаслідок чого загальна кількість одужань зросла до 108229, а кількість смертей до 4523. Кількість нових випадків хвороби становила 6134, внаслідок чого загальна кількість випадків хвороби зросла до 241798.
9 серпня вранці міністерство охорони здоров'я підтвердило в цілому 61867 нових одужань. Цей великий стрибок відбувся через перегляд визначення одужання, який тепер включає (окрім виписаних із лікарень) випадки з легким перебігом, коли система автоматично виключає їх через 10 днів після дати появи симптомів. Це призвело до одужання 70 % підтверджених випадків COVID-19 до цієї дати. У нічному звіті підтверджено 83 смерті та 4688 нових випадків хвороби, що призвело до зростання кількості смертей до 4660 та підтверджених випадків до 246486.
10 серпня кількість підтверджених випадків хвороби продовжувала зростати, досягнувши загалом 253855 після повідомлення про виявлення 7369 нових випадків. Також повідомлено про 158 нових смертей, загальна кількість померлих зросла до 4764. Цього дня понад 10 тисяч учнів шкіл у Сан-Хуані стали першими, хто повернувся до очних занять після онлайн-навчання. Після того, як протоколи безпеки при проведенні масових заходів були затверджені урядом, відновились ігри в першому футбольному дивізіоні серед чоловіків і першому футбольному дивізіоні серед жінок.
11 серпня міністерство охорони здоров'я повідомило про виявлення за добу 7043 нових випадків хвороби, внаслідок чого загальна кількість випадків зросла до 260898. Повідомлено про 240 нових смертей, унаслідок чого кількість смертей зросла до 5004, одужали 6415 хворих, загальна кількість одужань зросла до 181376.
12 серпня зареєстровано 7663 нових випадків хвороби та 209 нових смертей, унаслідок чого загальна кількість випадків зросла до 268561, а кількість смертей до 5213.
13 серпня міністерство охорони здоров'я повідомило про 149 нових смертей та 7498 нових випадків хвороби. Кількість підтверджених випадків зросла до 276059, а загальна кількість смертей до 5362, кількість одужань зросла до 192421.
14 серпня після 147 днів загальнонаціонального карантину його продовжили ще на два тижні до 30 серпня. Кілька міст провінцій Жужуй, Сальта, Ла-Ріохи та Сантьяго-дель-Естеро, в яких спостерігалось значне зростання кількості випадків хвороби за попередні тижні, були повернуті в більш жорсткий карантин, разом з іншими містами, які надалі перебували під посиленим карантином у Великому Буенос-Айресі, Жужуї, Санта-Крусі та Вогняній Землі. Уночі повідомлено, що у губернатора Жужуя Херардо Моралеса та міністра безпеки провінції Буенос-Айрес Серхіо Берні підтверджено позитивний тест на COVID-19. Обидва написали повідомлення, що в них немає симптомів хвороби, а також, що вони знаходяться в ізоляції та виконують усі медичні рекомендації. На цей день підтверджено 6365 нових випадків хвороби, загальна кількість випадків зросла до 282424. Також повідомлено про 165 нових смертей, кількість померлих зросла до 5527.
15 серпня підтверджено 6663 нових випадків хвороби, унаслідок чого загальна кількість випадків зросла до 289087. За добу померло 110 хворих, загальна кількість померлих зросла до 5637. Також на цей день одужали 205684 хворих.
16 серпня підтверджено 6005 одужань та 66 нових смертей, унаслідок чого загальна кількість одужань зросла до 211689, а кількість померлих до 5703. За добу виявлено 5469 нових випадків хвороби, загальна кількість підтверджених випадків зросла до 294556.
17 серпня вранці міністерство охорони здоров'я підтвердило 6148 нових одужань. У нічному звіті було підтверджено 111 смертей та 4557 нових випадків хвороби, загальна кількість померлих зросла до 5814, загальна кількість випадків зросла до 299113.
18 серпня кількість випадків хвороби продовжувала зростати, досягнувши загалом 305953 після виявлення 6840 нових випадків хвороби. Також за добу померло 234 хворих, унаслідок чого кількість померлих зросла до 6048.
19 серпня міністерство охорони здоров'я повідомило про виявлення за останню добу 6693 нових випадків хвороби, загальна кількість випадків хвороби зросла до 312646. За добу померли 282 хворих, унаслідок чого кількість померлих зросла до 6330, одужали 5194 хворих, загальна кількості одужань зросла до 228712.
20 серпня зареєстровано 8225 нових випадків хвороби та 187 нових смертей, внаслідок чого загальна кількість випадків зросла до 320871, а кількість смертей до 6517.
21 серпня міністерство охорони здоров'я підтвердило 213 нових смертей та 8159 нових випадків хвороби. Кількість випадків хвороби зросла до 329030, а кількість померлих до 6730, кількість одужань зросла до 239793.
22 серпня виявлено 7759 нових випадків хвороби, загальна кількість випадків зросла до 336789. За добу померли 118 хворих, кількість померлих зросла до 6848.
23 серпня виявлено 5352 нових випадків хвороби, загальна кількість випадків зросла до 342141. За добу померли 137, загальна кількість померлих до 6985. На цей день у країні зареєстровано 251387 одужань.
24 серпня підтверджено 5389 одужань та 381 нова смерть, унаслідок чого загальна кількість одужань зросла до 256776, а кількість смертей до 7366. За добу виявлено 8713 нових випадків хвороби, загальна кількість випадків зросла до 350854.
25 серпня вранці міністерство охорони здоров'я підтвердило 6413 нових одужань. У нічному звіті підтверджено 197 смертей та 8771 новий випадок хвороби, внаслідок чого загальна кількість смертей зросла до 7563, кількість випадків хвороби до 359625.
26 серпня кількість випадків хвороби продовжувала зростати, досягнувши 370175 після повідомлення про виявлення 10550 нових випадків. Також повідомлено про 276 нових смертей, унаслідок чого кількість померлих зросла до 7839.
27 серпня міністр охорони здоров'я країни Карла Віццотті не рекомендувала жителям країни не здійснювати таких дій в закритих місцях протягом тривалого періоду часу при знаходженні на короткій відстані до них інших осіб, особливо без масок для обличчя, до яких відносяться такі дії, як сміх, крик, співи, кашель чи чхання без прикриття рота зі згинанням ліктя, оскільки таким способом можна заразити інших людей. Міністерство охорони здоров'я повідомило, що за останню добу зареєстровано 10104 нових випадків хвороби внаслідок чого загальна кількість випадків хвороби зросла до 380279. За добу померли 211 хворих, кількість померлих зросла до 8050, одужали 5657 хворих, загальна кількість одужань зросла до 274445.
28 серпня президент країни повідомив, що на всій території країни дозволено зібрання до десяти осіб на відкритому повітрі за умови дотримання дистанції у 2 метри та наявності захисної маски для обличчя. Також повідомлено, що обмежені карантинні заходи будуть продовжені знову до 20 вересня. Пізніше повідомлено про 11717 нових випадків хвороби та 221 смерть, унаслідок чого загальна кількість випадків хвороби зросла до 391996, а кількість померлих до 8271.
29 серпня міністерство охорони здоров'я підтвердило 82 нових смерті та 9230 нових випадків хвороби. Кількість випадків хвороби зросла до 401226, а загальна кількість смертей зросла до 8353, кількість одужань зросла до 287207.
30 серпня виявлено 7187 нових випадків хвороби, загальна кількість випадків зросла до 408413. За добу померли 104 хворих, загальна кількість померлих зросла до 8457.
31 серпня зареєстровано 9309 нових випадків хвороби, загальна кількість випадків зросла до 417722. За добу померли 203 хворих, загальна кількість померлих зросла до 8660. На цей день у країні зареєстровано 301182 одужань.

### Вересень 2020 року
1 вересня підтверджено 7681 одужання та 259 нових смертей, унаслідок чого загальна кількість одужань зросла до 308863, а кількість померлих до 8919. За добу виявлено 10504 нових випадків хвороби, загальна кількість підтверджених випадків зросла до 428 226.
2 вересня вранці міністерство охорони здоров'я підтвердило 6654 нових одужань. У нічному звіті підтверджено 199 смертей та 10933 нових випадків хвороби, загальна кількість померлих зросла до 9118, загальна кількість підтверджених випадків зросла до 439159.
3 вересня кількість підтверджених випадків продовжувала зростати, досягнувши 451185 після виявлення 12026 нових випадків хвороби. Також повідомлено про 243 нових смертей, внаслідок чого кількість померлих зросла до 9361.
4 вересня міністерство охорони здоров'я повідомило про виявлення 10684 нових випадків хвороби за добу, загальну кількість випадків зросла до 461869. За добу померли 262 хворих, загальна кількість померлих зросла до 9623, одужали 9160 хворих, загальна кількість одужань зросла до 331608.
5 вересня зареєстровано 9924 нових випадків хвороби та 116 померлих, внаслідок чого загальна кількість випадків хвороби зросла до 471793, а кількість смертей до 9739.
6 вересня: міністерство охорони здоров'я підтвердило 120 нових смертей та 6986 нових випадків хвороби. Кількість підтверджених випадків зросла до 478779, а кількість смертей до 9859, кількість одужань зросла до 349119.
7 вересня зареєстровано 9215 нових випадків хвороби, загальна кількість випадків зросла до 487994. За добу померли 270 хворих, загальна кількість смертей зросла до 10129.
8 вересня зареєстровано 12027 нових випадків хвороби, загальна кількість випадків зросла до 500021. За добу померли 276 хворих, загальна кількість померлих зросла до 10405. Кількість одужань зросла до 366577.
9 вересня зареєстровано 15900 одужань та 253 нових випадків смерті, загальна кількість одужань зросла до 382477, а кількість смертей до 10658. За добу виявлено 12259 нових випадків хвороби, внаслідок чого загальна кількість випадків хвороби зросла до 512280.
10 вересня вранці міністерство охорони здоров'я підтвердило 7608 нових одужань. У нічному звіті підтверджено 249 смертей та 11905 нових випадків хвороби, загальна кількість померлих зросла до 10907, загальна кількість підтверджених випадків зросла до 524185.
11 вересня кількість випадків хвороби продовжувала зростати, досягнувши кількості 535692 після виявлення 11507 нових випадків хвороби. Цього дня померло 241 хворий, внаслідок чого кількість померлих зросла до 11148.
12 вересня міністерство охорони здоров'я повідомило про виявлення за останню добу 10776 нових випадків хвороби, загальна кількість випадків хвороби зросла до 546468. За добу померли 115 хворих, кількість померлих зросла до 11263, за добу одужали 9650 хворих, загальна кількість одужань зросла до 409758.
13 вересня зареєстровано 9056 нових випадків хвороби та 89 нових смертей, загальна кількість випадків хвороби зросла до 555524, а кількість померлих до 11352.
14 вересня міністерство охорони здоров'я підтвердило 315 нових смертей та 9909 нових випадків хвороби. Кількість випадків хвороби зросла до 565433, загальна кількість померлих до 11667, кількість одужань зросла до 428940.
15 вересня зареєстровано 11892 нових випадки хвороби, загальна кількість випадків зросла до 577325. За добу померло 185 хворих, загальна кількість померлих зросла до 11852.
16 вересня зареєстровано 11674 нових випадків хвороби, загальна кількість випадків зросла до 588999. За добу померли 264 хворих, загальна кількість хворих зросла до 12116. На цей день 448250 хворих одужали від коронавірусної хвороби.
17 вересня підтверджено 8084 одужання та 344 нових смертей, загальна кількість одужань зросла до 456334, а кількість смертей до 12460. За добу зареєстровано 12701 нових випадків хвороби, загальна кількість випадків зросла до 601700.
18 вересня міністерство охорони здоров'я підтвердило загалом 10939 нових одужань. У нічному звіті підтверджено 196 смертей та 11945 нових випадків хвороби, загальна кількість померлих зросла до 12656, загальна кількість випадків хвороби зросла до 613645. Також цього дня президент країни оголосив про продовження карантинних обмежень до 11 жовтня, а місцева влада все ще відповідає за впровадження нових обмежень на своїй території.
19 вересня кількість випадків хвороби в країні продовжувала зростати, досягнувши кількості 622921 випадків після виявлення 9276 нових випадків хвороби. Того дня померли 143 хворих, загальна кількість померлих зросла до 12799.
20 вересня міністерство охорони здоров'я повідомило про виявлення 8431 нового випадку хвороби, загальна кількість випадків хвороби зросла до 631352. За добу померли 254 хворих, кількість померлих зросла до 13053, одужали 10154 хворих, загальна кількість одужань зросла до 488218.
21 вересня зареєстровано 8782 нових випадків та 429 нових смертей, загальна кількість випадків зросла до 640134, а кількість смертей до 13482.
22 вересня міністерство охорони здоров'я підтвердило 470 нових смертей та 12027 нових випадків хвороби. Кількість випадків хвороби зросла до 652161, а кількість смертей до 13952, кількість одужань зросла до 517215.
23 вересня зареєстровано 12625 нових випадків хвороби, загальна кількість випадків зросла до 664786. За добу померли 424 хворих, внаслідок чого кількість смертей зросла до 14376.
24 вересня підтверджено 13467 нових випадків хвороби, загальна кількість випадків зросла до 678253. За добу померли 390 хворих, загальна кількість смертей зросла до 14766. На цей день одужали 536576 хворих.
25 вересня підтверджено 10335 одужань та 442 нових смертей, загальна кількість одужань зросла до 546911, а кількість смертей до 15 208. За добу зареєстровано 12969 нових випадків хвороби, загальна кількість випадків хвороби зросла до 691222. Цього дня виявлено позитивний результат тесту на COVID-19 у міністра соціального розвитку країни Даніеля Арройо. Того ж дня начальника управління охорони здоров'я провінції Санта-Фе госпіталізували в Росаріо після виявлення в неї позитивного тесту на COVID-19 у зв'язку з погіршенням її стану. Управління охорони здоров'я провінції Буенос-Айрес повідомило про додаткові 3699 смертей, пропущених у попередніх звітах через модифікацію системи введення даних. Очікувалось, що ця модифікація дозволить уникнути подальшої заниженої звітності та критики даних. Кількість смертей з провінції Буенос-Айрес зросла з 8867 до 12566 (без урахування підтверджених смертей з 25 вересня).
26 вересня міністерство охорони здоров'я підтвердило 9565 нових одужань. У нічному звіті підтверджено 335 смертей та 11249 нових випадків хвороби, загальна кількість смертей зросла до 15543, загальна кількість випадків зросла до 702471.
27 вересня кількість підтверджених випадків продовжувала зростати, досягнувши 711312 після повідомлення про 841 нових випадків хвороби. Також повідомлено про 206 нових випадків смерті, внаслідок чого кількість смертей досягла 15749.
28 вересня міністерство охорони здоров'я повідомило, що за останню добу зареєстровано 11807 нових випадків хвороби, внаслідок чого загальна кількість випадків зросла до 723119. За останню добу померли 364 хворих, загальна кількість смертей зросла до 16113, одужали 10780 хворих, загальна кількість одужань зросла до 576702.
29 вересня зареєстровано 13477 нових випадків хвороби та 406 нових смертей, внаслідок чого загальна кількість випадків зросла до 736596, а кількість смертей до 16519.
30 вересня міністерство охорони здоров'я підтвердило 418 нових смертей та 14392 нових випадків хвороби. Кількість випадків хвороби зросла до 750988, а загальна кількість смертей до 16937, кількість одужань зросла до 594632.

### Жовтень 2020 року
1 жовтня зареєстровано 14001 новий випадок хвороби, загальна кількість хворих зросла до 764989. За добу померли 3351 хворих, загальна кількість хворих зросла до 20288 смертей. 3050 смертей відповідають пропущеним у попередніх звітах провінції Буенос-Айрес після модифікації провінційної системи введення даних.
2 жовтня губернатор провінції Буенос-Айрес Аксель Кисильоф ізолювався зі своєю сім'єю після контакту з державним службовцем, у якого підтверджено позитивний результат тесту на COVID-19. Було ухвалено рішення про тестування губернатора через кілька днів, щоб запобігти помилково негативному результату тесту. Цього дня підтверджено 14687 нових випадків хвороби, загальна кількість випадків зросла до 779676. За добу померли 311 хворих, загальну кількість померлих зросла до 20599. На цей день у країні одужали 614502 хворих.
3 жовтня підтверджено 1159 та 196 нових смертей, загальна кількість одужань зросла до 626101, а кількість смертей до 20795. За останню добу зареєстровано 11129 нових випадків хвороби, загальна кількість випадків хвороби зросла до 790805.
4 жовтня міністерство охорони здоров'я підтвердило 10558 нових одужань. У нічному звіті було підтверджено 223 смерті та 7668 нових випадків хвороби, загальна кількість смертей зросла до 21018, загальна кількість випадків зросла до 798473.
5 жовтня кількість підтверджених випадків хвороби продовжувала зростати, досягнувши загалом 809715 випадків після повідомлення про виявлення 11242 нових випадків хвороби. Також повідомлено про 450 нових смертей, загальна кількість смертей зросла до 21468.
6 жовтня міністерство охорони здоров'я повідомило, що протягом останньої доби виявлено 14740 нових випадків хвороби, загальна кількість випадків хвороби зросла до 824455. За добу померли 359 хворих, загальна кількість смертей зросла до 21827, одужали 11255 хворих, загальна кількість одужань зросла до 660259.
7 жовтня зареєстровано 16447 нових випадків хвороби та 399 нових смертей, загальна кількість випадків зросла до 840902, а кількість смертей до 22226.
8 жовтня міністерство охорони здоров'я підтвердило 484 нові смерті та 15454 нових випадків хвороби Кількість випадків хвороби зросла до 856356, а загальна кількість смертей до 22710, кількість одужань зросла до 684831.
9 жовтня президент країнис оголосив, що у зв'язку зі складною епідеміологічною ситуацією у попередні тижні суворий карантин триватиме в Аргентині до 25 жовтня з новими заходами з метою зменшення кількості хворих в 18 провінціях. Цього дня зареєстровано 15099 нових випадків хвороби, загальна кількість випадків зросла до 871455. За добу померли 515 хворих, кількість померлих зросла до 23225.
10 жовтня підтверджено 12414 нових випадків хвороби, загальна кількість випадків зросла до 883869. За добу померли 356 хворих, загальна кількість смертей зросла до 23581. На той день у країні одужали 709451 хворих.
11 жовтня підтверджено 11916 одужань та 287 нових смертей, загальна кількість одужань зросла до 721367, а кількість смертей до 23868. За добу зареєстровано 10324 нових випадків хвороби, загальна кількість випадків зросла до 891193.
12 жовтня міністерство охорони здоров'я підтвердило 11202 нових одужань. У нічному звіті підтверджено 318 смертей та 9524 нових випадків хвороби, загальна кількість смертей зросла до 24186, загальна кількість випадків хвороби зросла до 903717.
13 жовтня кількість підтверджених випадків хвороби продовжувала зростати, досягнувши загалом 917022 після повідомлення про 13305 нових випадків. Також повідомлено про 386 нових смертей, загальна кількість смертей зросла до 24572.
14 жовтня міністерство охорони здоров'я повідомило, що за останню добу підтверджено 14932 нових випадків хвороби, загальна кількість випадків зросла до 931954. Повідомлено про 349 нових випадків смерті, кількість смертей зросла до 24921, одужали 8911 хворих, загальна кількість одужань зросла до 751133.
15 жовтня зареєстровано 17096 нових випадків хвороби та 421 смерть, загальна кількість випадків зросла до 949050, а кількість смертей до 25342.
16 жовтня міністерство охорони здоров'я підтвердило 381 смерть та 16546 нових випадків хвороби Кількість випадків хвороби зросла до 965596, а кількість померлих до 25723, кількість одужань зросла до 778488.
17 жовтня підтверджено 13510 нових випадків хвороби, загальна випадків зросла до 979106. За добу померли 384 хворих, загальна кількість смертей зросла до 26107.
18 жовтня підтверджено 10561 нових випадків хвороби, загальна кількість випадків зросла до 989667. За добу померли 160 хворих, загальна кількість померлих зросла до 26267. На цей день у країні одужали 803952 хворих.
19 жовтня підтверджено 449 нових смертей, загальна кількість смертей зросла до 26716. За добу зареєстровано 12982 нових випадків хвороби, загальна кількість випадків зросла до 1002649.
20 жовтня міністерство охорони здоров'я підтвердило 25682 нових одужань. У нічному звіті підтверджено 384 смерті та 16337 нових випадків хвороби, загальна кількість померлих зросла до 27100, загальна кількість випадків хвороби зросла до 1018986.
21 жовтня кількість підтверджених випадків продовжувала зростати, досягнувши 1037312 випадків після повідомлення про 18326 нових випадків хвороби. Також повідомлено про 419 нових випадків смерті та 10873 нових одужань, загальна кількість померлих зросла до 27519, загальна кількість одужань зросла до 840507.
22 жовтня міністерство охорони здоров'я повідомило, що за останню добу було підтверджено 16325 нових випадків хвороби, загальна кількість випадків хвороби зросла до 1053637. За добу померли 438 хворих, кількість смертей зросла до 27957, одужали 11334 хворих, загальна кількість одужань зросла до 851841.
23 жовтня повідомлено, що жорсткий карантин триватиме ще два тижні в провінціях Чубут, Кордова, Мендоса, Неукен, Ріо-Негро, Сан-Луїс, Санта-Фе і Тукуман, а також у Великому Буенос-Айресі, оскільки на ці провінції припадає 55 відсотків загальної кількості випадків хвороби в країні за попередній тиждень. Повідомлено про виявлення за добу 15718 нових випадків хвороби та 381 смерть, загальна кількість випадків хвороби зросла до 1069355, а кількість смертей до 28338.
24 жовтня міністерство охорони здоров'я підтвердило 275 нових смертей та 11968 нових випадків хвороби. Загальна кількість випадків зросла до 1081323, а загальна кількість смертей до 28613, кількість одужань зросла до 881100.
25 жовтня зареєстровано 9253 нових випадків хвороби, загальна кількість випадків зросла до 1090576. За добу померли 283 хворих, загальна кількість смертей зросла до 28896.
26 жовтня підтверджено 11712 нових випадків хвороби, загальна кількість випадків зросла до 1102288. За добу померли 405 хворих, загальна кількість смертей зросла до 29301. На цей день одужали 909573 хворих.
27 жовтня підтверджено 11758 одужань та 429 смертей, загальна кількість одужань зросла до 921331, а кількість смертей до 29730. За добу виявлено 14308 нових випадків хвороби, загальна кількість випадків зросла до 1116596.
28 жовтня міністерство охорони здоров'я підтвердило 9803 нових випадків хвороби. У нічному звіті підтверджено 341 смерть та 13924 нових випадків хвороби, загальна кількість смертей зросла до 30071, кількість випадків хвороби зросла до 1130520.
29 жовтня кількість підтверджених випадків хвороби продовжувала зростати, досягнувши 1143787 після повідомлення про 13267 нових випадків. За добу помер 371 хворий, одужали 14987 хворих, кількість смертей зросла до 30442, а кількість одужань до 946122.
30 жовтня міністерство охорони здоров'я повідомило про виявлення 13379 нових випадків хвороби, загальна кількість випадків зросла до 1157166. За добу померли 350 хворих, кількість смертей зросла до 30792, одужали 14967 хворих, загальна кількість одужань зросла до 961088.
31 жовтня зареєстровано 9745 нових випадків хвороби та 210 нових смертей, загальна кількість випадків хвороби зросла до 1166911, а кількість смертей до 31002.

### Листопад 2020 року
1 листопада міністерство охорони здоров'я підтвердило 138 нових смертей та 6609 нових випадків хвороби. Кількість випадків хвороби зросла до 1173520, а загальна кількість смертей до 31140, кількість одужань зросла до 985303.
2 листопада уряд країни повідомив, що придбає протягом грудня 2020 року та січня 2021 року 25 мільйонів доз російської вакцини «Спутник V» після того, як вона пройде III фазу клінічного дослідження. Цього дня в країні зареєстровано 9598 нових випадків хвороби, загальна кількість випадків зросла до 1183118. Також повідомлено про 483 нових смерті, кількість смертей зросла до 31623.
3 листопада підтверджено 12145 нових випадків хвороби, загальна кількість випадків зросла до 1195263. За добу померли 429 хворих, загальна кількість смертей зросла до 32052. На цей день одужали 1009265 хворих.
4 листопада підтверджено 8369 одужань та 468 нових смертей, загальна кількість одужань зросла до 1017634, кількість смертей до 32520. За добу виявлено 10652 нових випадків хвороби, загальна кількість випадків зросла до 1205595.
5 листопада міністерство охорони здоров'я підтвердило загалом 12490 нових одужань. У нічному звіті було підтверджено 246 смертей та 11100 нових випадків хвороби, загальна кількість смертей зросла до 32766, загальна кількість випадків хвороби зросла до 1217015.
6 листопада президент повідомив, що припиняється локдаун у Великому Буенос-Айресі, та проходить перехід до фази соціального дистанціювання після більш ніж семи місяців локдауну. Повідомлено про придбання вакцини AstraZeneca, вакцини Pfizer/BioNTech, та китайських вакцин, після того, як за чотири дні до цього повідомлено про придбання російської вакцини «Спутник V». Кількість підтверджених випадків досягла загальної кількості 1228801 після повідомлення про 11786 нових випадків хвороби. Також повідомлено про 370 нових смертей та 12100 нових одужань, кількість смертей збільшилась до 33136 осіб, кількість випадків хвороби зросла до 1042224.
7 листопада міністерство охорони здоров'я повідомило про виявлення 8037 нових випадків хвороби, загальну кількість випадків хвороби зросла до 1236838. Повідомлено 212 нових смертей, загальна кількість смертей зросла до 33348, одужали 11076 хворих, загальна кількість одужань зросла до 1053300.
8 листопада зареєстровано 5331 новий випадок хвороби та 212 нових смертей, загальна кількість випадків зросла до 1242169, а кількість смертей до 33560.
9 листопада міністерство охорони здоров'я підтвердило 347 нових смертей та 8317 нових випадків хвороби. Загальна кількість випадків хвороби зросла до 1250486, а загальна кількість смертей до 33907, кількість одужань зросла до 1073564.
10 листопада зареєстровано 11977 нових випадків хвороби, загальна кількість випадків зросла до 1262463. За добу померли 276 хворих, загальна кількість померлих зросла до 34183.
11 листопада підтверджено 10880 нових випадків хвороби, загальна кількість випадків зросла до 1273343. За добу померли 348 хворих, загальна кількість смертей зросла до 34531. На цей день в країні одужали 1089516 хворих. Президент країни Альберто Фернандес пройшов тест на COVID-19, який виявився негативним, після того, як у секретар зі стратегічних питань президентства Густаво Беліза тест на коронавірус був позитивним. Президент мав тісний контакт із секретарем, тому він пішов на самоізоляцію. Інші міністри та секретарі президента також мусили превентивно піти на самоізоляцію.
30 листопада міністерство охорони здоров'я підтвердило загалом 7384 нових одужань. У нічному звіті підтверджено 257 смертей та 5724 нових випадків хвороби, загальна кількість смертей зросла до 38730, загальна кількість випадків хвороби зросла до 1424518.

### Грудень 2020 року
6 грудня в Аргентині було введено податок на мільйонерів для боротьби з коронавірусом, це має дозволити поповнити казну на суму 3,7 млрд $. Податок ввели для 12 тисяч найбагатших людей країни.
12 грудня президент країни Альберто Фернандес повідомив про придбання країною 10 мільйонів доз російської вакцини проти COVID-19 «Спутник V».
22 грудня авіарейс за першими 300 тисячами доз вакцини «Спутник V» вилетів до Москви.
24 грудня літак з 300 тисячами доз російської вакцини прибув до країни.
29 грудня по всій країні розпочалась кампанія вакцинації проти COVID-19. Губернатор провінції Буенос-Айрес Аксель Кисильоф був одним з перших, хто отримав вакцину. Аргентина стала третьою країною після Білорусі, в якій розпочалася кампанія щеплень від COVID-19, російською вакциною «Спутник-V».
30 грудня в Аргентині схвалена вакцина «AstraZeneca» проти COVID-19. Цього дня в країні підтверджено 5791 одужань та 145 нових смертей, загальна кількість одужань зросла до 1426659, а кількість смертей до 43163. За добу зареєстровано 11765 нових випадків хвороби, загальна кількість випадків хвороби зросла до 1613911.
31 грудня Використання російської вакцини викликало критику уряду з боку аргентинської опозиції. Депутатка Еліса Карріо назвала вакцинацію терактом проти громадського здоров'я і шахрайством. Асоціація муніципальних медиків заявила, що кожен третій співробітник галузі охорони здоров'я не бажає робити щеплення російською вакциною через брак достовірних наукових даних про її ефективність і безпечність.

### Січень-березень 2021 року
6 січня у голови уряду Буенос-Айреса Орасіо Родрігеса Ларрети підтвердився позитивний тест на COVID-19.
8 січня уряд оголосив, що запроваджує загальнонаціональну комендантську годину після різкого зростання кількості випадків хвороби за попередні тижні. Комендантська година діяла щодня з 1 до 6 години ранку для стримування поширення коронавірусної інфекції.
16 січня в Аргентині підтверджені перші випадки варіанту коронавірусу B.1.1.7. Цей варіант став відомим, оскільки доведено його більшу заразність.
21 січня президент країни Альберто Фернандес став першим лідером країни Латинської Америки, якому зробили щеплення нещодавно затвердженою російською вакциною «Спутник V». Пізніше (24 січня) щеплення цією вакциною отримала також віце-президент Крістіна Фернандес де Кіршнер.
19 лютого президент країни попросив міністра охорони здоров'я Хінеса Гонсалеса Гарсію подати у відставку, після того як засоби масової інформації повідомили, що низка осіб скористалися своїми зв'язками, щоб отримати щеплення вакциною проти COVID-19. Це стало відомо після того, як журналіст Орасіо Вербіцкі заявив, що отримав щеплення після пропозиції міністра. Наступного дня колишня міністр з питань охорони здоров'я Карла Віццотті прийняла присягу як новий міністр охорони здоров'я, пообіцявши справедливий доступ до вакцин після скандалу.
29 березня уряд підтвердив випадки місцевого інфікування різних варіантів вірусу SARS-CoV-2. Частота виявлення варіанту В.1.1.7 (з Великої Британії) зросла протягом попередніх епідеміологічних тижнів у Великому Буенос-Айресі. У країні також зареєстровані випадки інфікування варіантами P.1 (з Бразилії та Японії), P.2 (з Бразилії) та CAL.20C (США), та мутацією L452R.

### Квітень–серпень 2021 року
Президент країни Альберто Фернандес отримав позитивний результат тесту на COVID-19 3 квітня за наявності незначних симптомів хвороби. Раніше у цьому ж році президент Фернандес отримав повну вакцинацію проти коронавірусу російською вакциною «Спутник V». Протягом першого тижня квітня спостерігалося також збільшення кількості підтверджених випадків хвороби за добу, що дало підстави говорити про початок другої хвилі пандемії в країні. 8 квітня, під час візиту командуючого Південного командування збройних сил США Крейга С. Фаллера до Аргентини, Сполучені Штати Америки повідомили про пожертвування Аргентині трьох мобільних госпіталів, генераторів кисню, та інших засобів для боротьби з епідемією коронавірусної хвороби. США також подарували обладнання для тренінгів дій при стихійних лихах або пандемії.
16 квітня у Великому Буенос-Айресі запроваджено нові обмеження після значного збільшення кількості нових випадків хвороби та зайнятості ліжок у відділеннях інтенсивної терапії, включно із запровадженням комендантської години з 20:00 до 6:00, та закриттям шкіл на два тижні. Незважаючи на ці обмеження, кількість випадків продовжувала зростати, що призвело до рішення уряду запровадити ще один загальнонаціональний карантин з 22 по 31 травня 2021 року.
Після затримки доставки других доз вакцини «Спутник V» 5 серпня уряд повідомив, що почне застосовувати вакцини «Moderna» та «AstraZeneca» як заміну другим дозам російської вакцини. Пізніше стало відомо, що аргентинські лабораторії Річмонда передали міністерству охорони здоров'я майже мільйон доз першого компонента виробленої в країні вакцини «Спутник V».
У серпні міністр охорони здоров'я Буенос-Айреса Фернан Кірос повідомив, що варіант COVID-19 Дельта дуже близький до того, щоб масово поширюватися в країні. Пізніше 24 серпня було підтверджено, що перший випадок місцевого зараження дельта-варіантом було виявлено в Ланусі у провінції Буенос-Айрес.

### Вересень 2021 року—січень 2022 року
6 грудня міністерство охорони здоров'я оголосило про виявлення першого позитивного випадку Омікрон-варіанту SARS-CoV-2 у повністю вакцинованого аргентинського туриста, який прибув до країни літаком 30 листопада з ПАР через США.
7 січня 2022 року в Аргентині перевищено 110 тисяч позитивних тестів за один день, встановивши рекордну кількість випадків четвертий день поспіль унаслідок сплеску випадків штаму Омікрон.
11 січня Карла Віццотті підтвердила зміни в протоколах ізоляції, та пояснила, що «стратегія тестування зосереджена на особах із симптомами». Вона сказала, що «вірус поводиться як ендемічний » і заявила, що «більшість заражень дуже легкі та помірні». Вона не рекомендувала відвідувати світські та масові заходи, а також згадала про цінність імунітету від вакцинації та природного зараження.

## Заходи боротьби з епідемією

### Медичні заходи

#### Початкові заходи
Міністерство охорони здоров'я закликало медичних працівників записатися для участі в командах надання медичної допомоги хворим коронавірусною хворобою, які формували національний та провінційні уряди. Цей заклик був спрямований до медсестер, клінічних біохіміків, фізіотерапевтів та лікарів різних галузей, зокрема кардіологів, пульмонологів, лікарів інтенсивної терапії для дорослих та дітей, лікарів невідкладної допомоги, педіатрів та лікарів загальної практики/ сімейної медицини. Також надіслано пропозиції фахівцям інших медичних галузей. Близько 4 тисяч осіб приєдналися до заклику з Університету Буенос-Айреса для пошуку добровольців для допомоги у проведенні кампанії вакцинації проти грипу, підготовлених студентів-медиків, які будуть проводити сортування в наметах біля лікарень, де хворі будуть початково оглядатися, добровольців для організації ізоляції вдома хворих з підтвердженим або підозрюваним діагнозом COVID-19, та добровольців для роботи з логістики.

#### Тестування
Національне управління лабораторій та інститутів охорони здоров'я «Доктор Карлос Г. Мальбран» розпочало проводити щодня 300 тестувань на COVID-19. Пізніше, коли кількість підтверджених випадків у країні досягла 820, міністерство охорони здоров'я закупило 35 тисяч тест-систем, щоб збільшення кількість лабораторій для діагностики коронавірусної хвороби у всіх 24 провінціях країни для децентралізації тестувань на коронавірус, з часом кількість тестувань збільшувалася. Приватні медичні клініки отримали можливість проводити до 7500 тестів щодня для зменшення навантаження на систему охорони здоров'я. До цього отримання результату для хворих у приватних клініках займало в середньому 4—5 днів.

#### Відстеження контактів
Міністерство охорони здоров'я у рамках заходів з боротьби з поширенням коронавірусної хвороби запровадило план відстеження контактів у визначених районах, де виявлено або оцінено зростання кількості випадків хвороби. Цей план спочатку запроваджено в Буенос-Айресі, а згодом поширено на всю територію країни. Програма під назвою Detectar (скорочено з іспанської Стратегічна система пошуку коронавірусу на території Аргентини) стартувала у травні після великого стрибка кількості випадків захворювання серед бідноти та в густонаселених районах Великого Буенос-Айреса, відомих як «вілья місерія».

#### Медикаментозне лікування та розробка вакцин
17 квітня розпочались клінічні дослідження ефективності застосування введення донорської плазми крові перехворілих COVID-19 для лікування хворих коронавірусною хворобою. Клінічне дослідження розпочалося в лікарнях та центрах гемотерапії у Великому Буенос-Айресі, а згодом поширено на решту території країни.
Аргентинські вчені розробили швидкий діагностичний тест для виявлення вірусу SARS-CoV-2, який схвалило Національне агентство з питань медицини, харчових продуктів та медичних технологій. Тест, який отримав назву «NEOKIT-COVID-19», дає результат близько за годину, і має високий ступінь чутливості (що зменшує можливість помилкових негативних результатів) та специфічності (що мінімізує ймовірність помилкових позитивних результатів). Цей тест проводиться на зразках РНК, та не вимагає складного обладнання. Очікувалося, що протягом перших 10 днів після отримання нового діагностичного обладнання буде проведено 10 тисяч тестів. 13 червня 2020 року повідомлено про розробку ще одного тесту для швидкого виявлення SARS-CoV-2. Він отримав назву «ELA-chemstrip», та розроблений аргентинськими вченими з Національного університету Кільмеса та Національного університету генерала Сан-Мартіна. Ще один діагностичний набір для виявлення SARS-CoV-2 за технологією RT-qPCR був схвалений у вересні 2020 року Національним агентством з питань медицини, харчових продуктів та медичних технологій, а ще один новий набір, що розроблявся, надасть можливість виявляти як SARS-CoV-2, так і віруси грипу.
31 травня 2020 року повідомлено, що аргентинські вчені також працюють над розробкою вакцини проти COVID-19 у рамках проєкту, який субсидується міністерством науки, технологій та продуктивних інновацій країни. 10 липня 2020 року фармацевтичні корпорації «Pfizer» і «BioNTech» повідомили, що на початку серпня в Аргентині розпочнеться клінічне дослідження вакцини проти COVID-19 BNT162, яка на день цього повідомлення знаходилась на I—II стадії клінічних досліджень, незабаром після початку клінічних досліджень у Німеччині та США. Після того, як це клінічне дослідження буде схвалене Національним агентством з питань медицини, харчових продуктів та медичних технологій, воно мало розпочатися у Центральному військовому госпіталі. Вакцина розроблена на основі мРНК, а клінічне дослідження буде проводитись чотирма видами вакцин, у вигляді рандомізованого та плацебо-контрольованого дослідження, з визначенням дози та вибору кандидата на вакцину, дослідження IIb-III фази розпочнеться після встановлення позитивних попередніх даних попередньої фази дослідження. За місяць президент країни повідомив, що в Аргентині та Мексиці буде вироблятися вакцина Оксфордського університету та компанії AstraZeneca після укладення угоди з британською фармацевтичною компанією та біотехнологічною компанією «mAbxience». Спочатку було виготовлено 150 мільйонів доз вакцини для постачання на всю територію Латинської Америки (за винятком Бразилії). Станом на день цього повідомлення, проводилась III фаза клінічного дослідження вакцини, що містить модифікований вектор аденовірусу шимпанзе.
Аргентинська біотехнологічна компанія «Inmunova» розробила гіперімунну сироватку проти COVID-19 на основі кінських поліклональних антитіл. Антитіла були отримані шляхом ін'єкції коням рекомбінантного білка вірусу SARS-CoV-2, при цьому тести in vitro продемонстрували здатність нейтралізувати вірус. 24 липня 2020 року після схвалення Національним агентством з питань медицини, харчових продуктів та медичних технологій розпочалися клінічні дослідження цієї сироватки II—III фази.
3 листопада 2020 року президент Альберто Фернандес повідомив у інтерв'ю російському інформаційному агентству, що уряд очікує початковий пакет із понад 10 мільйонів доз вакцини «Спутник V» вже до грудня 2020 року, після того, як вакцина пройде III фазу клінічного дослідження. Уряд також вирішив придбати низку інших розроблених до цього вакцин, зокрема, вакцини Оксфордського університету та «AstraZeneca», «Pfizer» та Китаю. Урядовці також заявили, що застосування будь-якої вакцини проти коронавірусу в Аргентині не буде обов'язковим. 300 тисяч доз вакцини «Спутник V» прибули до країни наприкінці грудня 2020 року. «Спутник V» та вакцина «Pfizer» першими отримали екстрене схвалення від аргентинського регулятора, 30 грудня 2020 року вакцина «AstraZeneca» також отримала схвалення для застосування від аргентинського регулятора.
2 лютого 2021 року повідомлено, що 1 мільйон доз вакцини «BBIBP-CorV», розробленої компанією «Sinopharm», протягом лютого прибудуть до Аргентини. У березні 2021 року повідомлено, що Ізраїльський інститут біологічних досліджень планує провести III фазу клінічних досліджень своєї вакцини в Аргентині.

### Кампанія вакцинації
Вакцинація проти COVID-19 розпочалася в Аргентині 29 грудня 2020 року серед медичних працівників. Протягом першого тижня медичним працівникам введено 39599 доз.
18 лютого 2021 року в провінції Буенос-Айрес розпочалася вакцинація осіб старших 70 років. Для використання як тимчасових пунктів проведення щеплень залучалися зокрема школи.
Станом на 23 вересня 2021 року, 29 274 199 осіб отримали першу дозу вакцини (81,3 % населення країни віком старше 12 років), а 21 003 681 осіб, тобто 58,3 % дорослих і підлітків населення, отримало обидві дози. Це дозволило знизити кількість нових випадків коронавірусної хвороби з понад 30 тисяч на день у червні до 13 тисяч на початку серпня і до менш ніж 2 тисяч наприкінці вересня.
18 листопада 2021 року міністр охорони здоров'я Карла Віццотті заявила, що є «достатній запас» для вакцинації всього населення бустерною дозою. Кампанія вакцинації бустерною дозою розпочалася наприкінці жовтня 2021 року, серед людей старше 70 років та медичного персоналу; і тих осіб, старших 50 років, які завершили прийом двох доз вакцини компанії «Sinopharm».

### Громадський резонанс
Протягом перших тижнів пандемії люди по всій країні о 21:00 аплодували з балконів, терас та вікон своїх будинків та будівель, щоб відзначити зусилля та працю медичних працівників, подібно до того, як це проводилось під час пандемії в Іспанії та Італії.
З кінця травня 2020 року в Буенос-Айресі низка осіб розпочали мітингувати, вимагаючи припинення карантину, ігноруючи правила соціального дистанціювання, а також закликали визначити як пріоритет відновлення економіки Аргентини, що дало припущення вважати, що цей протест пов'язаний із частиною малого і середнього бізнесу, та боротьбою самозайнятих працівників за свої економічні права в цей час. Незважаючи на протести, переважна більшість аргентинців, згідно з опитуваннями, підтримували запровадження карантинних заходів. Відбувались також і інші протести проти урядової політики боротьби з епідемією хвороби, корупцією та незахищеністю простих громадян, а також проти законопроєкту про реформування судової влади, хоча в протестах і далі були помітні елементи теорії змови щодо коронавірусної хвороби.

## Заходи уряду
Реакція уряду на поширення хвороби в країні була добре помітною, зокрема вона включала обов'язковий строгий карантин та жорсткі заходи соціального дистанціювання, що призвело до загальної кращої тенденції статистики випадків та смертей, ніж в інших країнах регіону. Заходи боротьби з епідемією спричинили певні занепокоєння щодо їх можливого впливу на економіку країни. Незважаючи на це, президент Фернандес і його уряд отримали переважно схвальні відгуки в країні на запроваджені заходи щодо боротьби з поширенням COVID-19, які тривали майже від початку президентства Фернандеса, який вступив на посаду в грудні 2019 року. Згідно з опитуванням, проведеним у регіоні, Аргентина була серед тих латиноамериканських країни, які отримали набільше схвалення за свою реакцію на пандемію, пропустивши вперед лише Уругвай та Парагвай.

### Початкові заходи
11 березня 2020 року уряд повідомив про запровадження обов'язкового 14-денного карантину для всіх осіб, які повернулися до Аргентини з низки постраждалих країн, зокрема Китай, Південна Корея, Японія, Іран, США та всіх країн Європи.
15 березня 2020 року повідомлено, що уряд закриє кордони країни для нерезидентів та громадян, які проживають за кордоном, на 15 днів, а також заборонить авіасполучення із країнами зі значним поширенням хвороби, та на 30 днів закриє всі державні та приватні навчальні заклади всіх рівнів освіти.
16 березня 2020 року у провінції Вогняна Земля був запроводжений локдаун, і вона стала першою провінцією, у якій запроваджено локдаун. 18 березня 2020 року провінції Чако, Місьйонес, Сальта, Жужуй, Мендоса та Вогняна Земля також вирішили закрити свої кордони.

### Загальнодержавні заходи

#### Загальний обов'язковий локдаун
19 березня 2020 року президент країни Альберто Фернандес оголосив про запровадження загальнонаціонального обов'язкового локдауну для стримування поширення коронавірусної хвороби. Він діяв з 20 березня до 31 березня 2020 року. Це був один із найсуворіших заходів у регіоні. «Профілактична та обов'язкова соціальна ізоляція» включала наступні заходи:
- Обов'язкове заборона виходу на вулицю для всіх жителів країни,
- Перенесення Дня Мальвінських островів з 2 квітня на 31 березня 2020 року,
- Дозвіл на придбання продуктів харчування, ліків та товарів першої необхідності,
- Контроль переміщення на вулицях з боку морської префектури, національної жандармерії та федеральної поліції,
- Штрафи за тих, хто не може виправдати своє перебування на вулицях відповідно до статті кримінального кодексу,
- Виняток із заборони на вихід з дому становлять державні службовці, медичні працівники, працівники харчової, фармацевтичної та нафтової промисловості, працівники силових структур,
- Створення державного відомства, яке працює над боротьбою з поширенням хвороби та економічними питаннями,
- Запровадження заходів щодо полегшення ситуації для незареєстрованих працівників.

29 березня 2020 року президент країни повідомив, що загальний локдаун буде продовжено до 12 квітня 2020 року.
Повідомлення про локдаун загалом було прийняте населенням добре, хоча існували занепокоєння щодо його економічного впливу під час і без того делікатного стану економіки Аргентини, при цьому аналітики прогнозували зниження ВВП у 2020 році щонайменше на 3 %. Імідж президента покращився згідно з деякими опитуваннями протягом перших тижнів локдауну, але пізніше дещо зменшився в квітні 2020 року внаслідок подовження локдауну. Університет Буенос-Айреса також провів опитування, під час якого більшість учасників також підтримали заходи, запроваджені президентом.
Альберто Фернандес повідомив про запровадження одноразової екстреної виплати 10 тисяч песо (154 долари США) особам з низькими доходами, заробіток яких постраждав після запровадження локдауну, включно з пенсіонерами. Оскільки банки були виключені зі списку закладів у президентському указі про запровадження локдауну, діяльність яких була визнана життєво необхідною, вони залишались закритими до цього часу, поки Центральний банк не оголосив, що банки відкриються у вихідні дні, починаючи з 3 квітня 2020 року.

#### Адміністративний локдаун
10 квітня 2020 року президент країни підтвердив, що локдаун буде продовжено до 26 квітня 2020 року в рамках «нової фази», з новими дозволами на пересування, який буде надаватися для працівників деяких установ, зокрема банківських службовців.

#### Карантинні заходи за регіонами
25 квітня 2020 року президент країни повідомив про запровадження третього етапу локдауну. Локдаун відновиться у частині провінцій, зокрема Ентре-Ріос, Жужуй, Ла-Пампа, Мендоса, Місьйонес, Неукен, Сальта, Сан-Хуан, Санта-Крус та Тукуман, для працівників приватних будівельних компаній, приватної медичної та стоматологічної допомоги, промислового виробництва та інтернет-торгівлі, юристів та бухгалтерів, із запровадженням відповідних карантинних протоколів.

#### Поступове повторне відновлення життєдіяльності
8 травня 2020 року президент Альберто Фернандес разом з мером Буенос-Айреса Орасіо Родрігесом Ларретою та губернатором провінції Буенос-Айрес Акселем Кісільофом заявив, що загальнонаціональний карантин вступить у свою четверту фазу на всій території країні (за винятком Великого Буенос-Айреса), що дозволить відновити роботу підприємств та закладів. У Великому Буенос-Айресі локдаун продовжено у зв'язку з великою кількістю випадків хвороби, які й надалі реєструються в регіоні, проте дітям буде дозволено виходити на вулицю у супроводі дорослого. Локдаун у Великому Буенос-Айресі згодом було продовжено до 7 червня 2020 року, після того, як кількість випадків у регіоні за попередні дні продовжувала зростати. Пізніше, 4 червня 2020 року, локдаун у районі Великого Буенос-Айреса знову було продовжено до 28 червня 2020 року після того, як кількість випадків хвороби в країні перевищила 20 тисяч. Новими карантинними правилами, встановленими в цьому районі разом з іншими заходами, які встановлювали окремі муніципалітети, дозволено відкриття магазинів у зонах з незначною кількістю випадків, прогулянки з дітьми на свіжому повітрі у вихідні дні, індивідуальні заняття спортом на свіжому повітрі з 8 вечора до 8 ранку, та релігійні служби за допомогою потокових передач.
Опитування, проведене в перших числах травня 2020 року, показало, що основною причиною стурбованості опитаних був страх інфікуватися коронавірусом (50,9 %), який відтіснив на друге місце побоювання погіршення економічної ситуації (49,1 %). Окрім того, інше опитування показало, що 3 з 10 аргентинців довіряють даним Всесвітньої організації охорони здоров'я про походження COVID-19.

#### Поновлення карантинних обмежень
26 червня 2020 року президент країни Альберто Фернандес повідомив, що попередньо пом'якшені обмеження пересування в Буенос-Айресі будуть знову посилені з 1 липня у зв'язку з різким зростанням кількості випадків COVID-19 у Великому Буенос-Айресі. Цей етап карантину буде продовжений до 17 липня 2020 року. За словами президента, у цьому міському окрузі протягом попередніх 20 днів з моменту цього повідомлення спостерігалося збільшення на 147 % кількості випадків COVID-19, та збільшення на 95 % смертності від хвороби. Фернандес також підтвердив, що 97 % виявлених випадків хвороби в Аргентині зареєстровані у Великому Буенос-Айресі. Встановлено нові карантинні обмеження, зокрема користування громадським транспортом дозволено лише працівникам закладів, діяльність яких є життєво необхідною, заборонено активний відпочинок на вулиці, та посилено контроль за рухом на вулицях. Необхідність придбання продуктів харчування, ліків та інших товарів першої необхідності є єдиною причиною дозволу на перебування поза помешканням.

#### Послаблення карантинних обмежень
Після закінчення попереднього етапу карантину у Великому Буенос-Айресі, президент Альберто Фернандес 17 липня 2020 року нарешті повідомив, що карантинні обмеження будуть поступово послаблюватися в кілька етапів, кінцевою метою чого має стати повернення до нормальної життєдіяльності. Серед знову дозволеного зазначено самостійний відпочинок на свіжому повітрі, відкриття магазинів, автомийок, перукарень, салонів краси у всіх районах, повернення адміністративного персоналу до шкіл, молитви у храмах (не більше 10 осіб у приміщенні храму), дозвіл вигулювати собак, відкриття бібліотек (без перебування усередині них), та дозвіл частині осіб на професійну діяльність, зокрема, юристів та бухгалтерів, щонайменше раз на тиждень. Користування громадським транспортом і надалі дозволялось лише працівникам життєво необхідних служб, зокрема охорони здоров'я, силових структур, забезпечення продовольчими товарами та низка інших.
У зв'язку з тим, що термін дії локдауну мав закінчитися 2 серпня 2020 року, президент країни повідомив на прес-конференції 31 липня, що карантинні обмеження продовжені щонайменше до 16 серпня після того, як у країні зареєстровано рекордну кількість нових випадків та смертей за добу за день до прес-конференції. За кілька днів уряд вирішив заборонити громадські заходи на території всієї країни терміном на 15 днів на тлі сплеску нових випадків хвороби та смертельних випадків. Локдаун знову був продовжений після 147 днів від його запровадження ще на два тижні до 30 серпня. У кількох містах, де спостерігалось значне зростання кількості випадків хвороби за попередні тижні, знову був запроваджений жорсткіший карантинний режим, зокрема у містах Тартагаль, Чамікаль та Ла-Ріоха в провінції Ла-Ріоха; Сантьяго-дель-Естеро, Ла-Банда; у Великому Буенос-Айресі; Лібертадор-Хенераль-Сан-Мартін, департаменті Доктор-Мануель-Бельграно, Ель-Кармен і Сан-Педро в провінції Жужуй, Ріо-Гальєгос в провінції Санта-Крус, та Ріо-Гранде на Вогняній Землі.
28 серпня 2020 року повідомлено, що карантинні обмеження з частковим їх послабленням продовжені в країні до 20 вересня 2020 року. На території всієї країни дозволені зібрання до 10 осіб на відкритому повітрі за умови дотримання 2 метрів дистанції між людьми та дотримання маскового режиму. 18 вересня президент країни продовжив дію загальнонаціонального карантину, який мав закінчитись 20 вересня, на три тижні до 11 жовтня 2020 року. Місцева влада продовжувала відповідати за дотримання карантинних обмежень на своїй території.
За три тижні президент країни повідомив, що з 9 жовтня у зв'язку з покращенням епідеміологічної ситуації запроваджуються нові карантинні заходи терміном до 25 жовтня задля зменшення кількості випадків хвороби у 18 провінціях. Того ж дня міський голова Буенос-Айреса Родрігес Ларрета повідомив, що у місті розпочинається поступове повернення до очних занять у навчальних закладах, поступово відновлюється робота закладів побутового обслуговування, проведення культурних заходів, будівництва, та низки інших громадських та приватних заходів.
Оскільки у країні 19 жовтня 2020 року кількість випадків хвороби перевищила мільйон, за 4 дні президент повідомив, що в провінціях Чубут, Кордова, Мендоса, Неукен, Ріо-Негро, Сан-Луїс, Санта-Фе і Тукуман, а також у Великому Буенос-Айресі локдаун знову буде продовжено на два тижні, оскільки на ці провінції за останні тижні припадало 55 % загальної кількості випадків хвороби в країні. Одночасно у Великому Буенос-Айресі продовжуватиметься поступове відновлення роботи закладів у містах паралельно зі зменшенням кількості випадків хвороби за день. Підтверджено, що в Буенос-Айресі буде дозволено вхід у приміщення барів та ресторанів, спортзалів, галерей, громадських басейнів, музеїв та шкіл.

#### Соціальне дистанціювання
6 листопада 2020 року президент Альберто Фернандес повідомив, що у Великому Буенос-Айресі завершиться локдаун, а регіон переходить до фази соціального дистанціювання, хоча в інших провінціях перехід до цієї фази може затягнутися до 29 листопада 2020 року. Це пов'язано із поступовим зменшенням кількості випадків хвороби протягом останніх 8 тижнів. Розпочалось поступове відкриття закладів освіти всіх рівнів, ресторанів та барів із обслуговуванням у приміщенні, дозволено приватне будівництво, а також дозволено проводити громадські заходи на відкритому повітрі.
11 січня 2021 року після зростання кількості випадків хвороби за попередній тиждень встановлено обмеження на роботу або іншу діяльність у нічний час. Запроваджено комендантську годину з 1 до 6 години ранку. Рекомендовано також припинення таємних вечірок за участю молоді, що, на думку експертів, було ключовим фактором недавнього сплеску нових випадків хвороби. Частина провінцій запровадили комендантську годину, зокрема Кордова та Жужуй. У Буенос-Айресі з 10 січня 2021 року закрито всі торговельні заклади між 1 і 6 годинами ранку, проте на відміну від решти провінцій повна комендантська година в місті не запроваджувалась.
30 січня 2021 року фаза соціального дистанціювання була продовжена до 1 березня 2021 року, постанова про його запровадження змінена, щоб дозволити поновлення занять у школах по всій країні з лютого 2021 року.

#### Карантинні обмеження другої хвилі
14 квітня 2021 року уряд країни повідомив, що з наступного дня у Великому Буенос-Айресі запроваджуються нові обмеження терміном на два тижні після збільшення кількості випадків хвороби за добу та переповнення відділень інтенсивної терапії. Ці заходи включали закриття шкіл, комендантську годину з 20:00 до 6:00, та заборону спортивних, розважальних, релігійних та культурних заходів у приміщенні. За місяць, з 22 по 31 травня 2021 року, запроваджено суворий карантинний режим по всій країні терміном на 9 днів, оскільки знову розпочала зростати кількість випадків хвороби за день. У цей час була дозволена робота лише підприємств і закладів, діяльність яких є життєво необхідною, призупинено заняття в усіх учбових закладах, а ресторанам дозволено працювати лише в режимі доставки їжі додому або на винос. Крім того, дозволено пересування людей лише між 6 годиною ранку і 6 годиною вечора, заборонені всі громадські, економічні, релігійні та спортивні заходи.

#### Друге послаблення обмежень
У жовтні 2021 року, після того, як кількість заражень значно зменшилася, а кількість вакцинованого населення досягла позначки у понад 70 %, деякі регіони, особливо Буенос-Айрес, скасували обов'язкове одягання маски під час перебування на вулиці. Розпорядження підписав мер Буенос-Айреса Орасіо Родрігес Ларрета. Багато інших провінцій і міст наслідували цей приклад, причому залишилось обов'язковим лише одягання маски для обличчя в приміщенні.

## Вплив епідемії

### Охорона здоров'я
23 березня 2020 року президент Аргентини Альберто Фернандес попросив у голови КНР Сі Цзіньпіна 1500 апаратів для штучної вентиляції легень, оскільки на той час в Аргентині було лише 8890 апаратів. Раніше, в середині березня 2020 року, президент повідомив про початок будівництва 8 лікарень невідкладної допомоги для лікування хворих коронавірусною хворобою. Для реабілітації хворих після перенесеної коронавірусної хвороби в провінції Буенос-Айрес розгорнуто додатково 2452 ліжка поза межами лікувальних закладів.
Під час пандемії станом на 19 квітня 2020 року інфікувалось понад 400 медичних працівників, що становило 15 % від загальної кількості підтверджених випадків хвороби. За даними Аргентинського товариства інтенсивної терапії лише 1350 лікарів пройшли підготовку для лікування коронавірусної хвороби. Пізніше Міністерство охорони здоров'я запросило до роботи в період епідемії лікарів різних спеціальностей, і їх число зросло до 3122. Найвищий рівень інфікування медичних працівників спостерігався у провінції Чако, та складав у квітні 2020 року 52 % від загальної кількості випадків у провінції.
Одночасно з епідемією коронавірусної хвороби аргентинська система охорони здоров'я вимушена була також боротися зі спалахом гарячки денге, з 29 липня 2019 року зареєстровано понад 14 тисяч випадків хвороби, також спостерігався найбільший спалах кору, зареєстровано 174 випадки хвороби та 1 смерть з 2019 року.
До 18 липня 2020 року в країні було зареєстровано 181043 випадки грипу (на 64,4 % менше, ніж за аналогічний період 2019 року), 26323 випадки пневмонії, 24643 випадки бронхіоліту в дітей до 2 років (на 84 % менше, ніж у той самий період у 2019 році), та 9495 випадків важких гострих респіраторних інфекцій. Серед респіраторних вірусів, то на цю дату переважали аденовіруси, парагрип, грип В та А. Також до цієї дати було зареєстровано 8 смертей від грипу, з яких 3 з них також мали позитивний результат на тесту на коронавірус.

### Економіка
Унаслідок загальнонаціонального локдауну за даними експетів економічна діяльність у березні 2020 року обвалилась майже на 10 %. Найбільше падіння відбулось у будівельному секторі (на 32 % порівняно з березнем 2019 року). Кожен сектор економіки зазнав значного зниження, найбільше постраждали фінанси, комерція, обробна та гірнича промисловість. Найменше постраждав сільськогосподарський сектор, але загалом економічна активність за перший триместр 2020 року скоротився на 5 %. Очікувалося, що продовження локдауну після квітня 2020 року збільшить падіння аргентинської економіки. У березні 2020 року дефіцит первинного бюджету підскочив до 1394 мільйонів доларів США, що на 857 % більше, ніж у попередньому році. Це було пов'язано з державними витратами на боротьбу з епідемією хвороби та зменшенням надходження податків через низьку активність в умовах соціальної ізоляції. У червні 2020 року промислове виробництво впало на 6,6 % порівняно з червнем 2019 року. Це було краще, ніж прогнозували аналітики, і падіння економіки в цьому місяці було меншим, ніж у попередні місяці з початку пандемії.
Президент країни повідомив про надання пакету для стимулювання економіки на суму 700 мільярдів песо (11,1 мільярдів доларів США) у зв'язку з пандемією, що складало 2 % ВВП країни, а також збільшив видатки дляа забезпеченні збільшених витрат на охорону здоров'я, в тому числі на поліпшення діагностики вірусних хвороб, придбання медичного обладнання та будівництво медичних закладів; підтримка працюючих та вразливих верств населення, у тому числі за рахунок збільшення трансфертів бідним сім'ям, виплат соціального страхування (особливо для малозабезпечених), виплат по страхуванню на випадок безробіття та виплат працівникам з мінімальною заробітною платою; підтримка постраждалих секторів, включаючи звільнення від внесків на соціальне страхування, гранти на покриття витрат на оплату праці; та субсидування позики на будівельну діяльність; відтермінування виплати заборгованості, включаючи продовження надання комунальних послуг для домогосподарств із заборгованістю. Країна також знаходилась на грані дев'ятого суверенного дефолту в свої історії у зв'язку з рецесією.
Низка заходів також були спрямовані на заохочення банківського кредитування за рахунок зниження вимог до резервів банківського кредитування домогосподарств та малих підприємств, прийняття нормативних актів, що обмежують видачу кредитів у банках для забезпечення кредитування малих підприємств, тимчасового послаблення вимог до банків у наданні банківських позик, а також призупинення закриття банківських рахунків через відмову в проведенні чеків та відмову в кредиті компаніям із заборгованістю з податку на заробітну плату.
Згідно з опитуванням, приблизно 143 тисячі малих приватних підприємств не змогли виплачувати зарплату та постійні витрати навіть за умови надання державної допомоги, тому вони, найімовірніше, будуть вимушені брати кредит або збільшити власні витрати. 35 тисяч з цих компаній планували закрити свій бізнес.
Міжнародний валютний фонд після того, як економіка Аргентини скоротилася на 5,4 % в першому кварталі 2020 року, повідомив, що економічна криза, пов'язана з пандемією COVID-19, призведе до падіння ВВП Аргентини на 9,9 %, зі зростанням безробіття понад 10,4 % протягом перших трьох місяців року ще до початку локдауну. Інші організації також вказують на те, що протягом 2020 року економіка країни може скоротитися між 10 % і 12 %.
Економіка Аргентини в другому кварталі 2020 року скоротилася на рекордних 19,1 % проти того ж періоду 2019 року, після того як унаслідок пандемії різко впало виробництво та попит на товари та послуги, хоча скорочення було трохи кращим за прогнози аналітиків. Попередній рекорд був встановлений під час великої депресії в Аргентині в 1998—2002 роках із зниженням економіки на 16,3 % у 2002 році. Рівень безробіття в другому кварталі 2020 року зріс до 13,1 %, порівняно з 10,6 % за той самий період у 2019 році, а в місті Мар-дель-Плата, туристичному центрі країни, він досяг 26 %. Це був найвищий рівень безробіття з 2004 року.
Після повторного відкриття в червні 2021 року економіка в Аргентині зросла більше, ніж очікувалося, на 10,8 % в червні порівняно з 2020 роком після того, як економічна активність знизилася в квітні-травні 2021 року.

### Транспортне сполучення
Після запровадження обов'язкового карантину для всіх осіб, які повернулися до Аргентини із найбільш постраждалих від епідемії країн, уряд закрив кордони країни, порти та призупинив авіарейси. Організація Argentina 2000 підписала угоду з міністерством науки, техніки і інновацій країни про відшкодовування 100 % від витрат, які виникли внаслідок пандемії COVID-19.
З 1 квітня 2020 року уряд дозволив репатріацію жителів країни, які опинились за кордоном, максимум 700 осіб на день. Тимчасово відкрито 7 прикордонних пунктів для забезпечення репатріації жителів Аргентини. Готелі для місцевих туристів також закрились, вони використовувались для осіб, які направлені на карантин. У кількох містах, які залежать від туризму, спостерігався масовий виїзд жителів після оголошення про загальнонаціональний локдаун. Це жорстоко критикувалось урядом.
За даними Міжнародної асоціації повітряного транспорту, Аргентина повинна була послабити заборону на міжнародне транспортне сполучення раніше дати, яку встановив уряд (1 вересня 2020 року). Пізніше повідомлено, що уряд планує відновити міжнародні авіарейси з максимальною пасажиромісткістю 70 % у середині серпня 2020 року. У вересні 2020 року уряд повідомив, що планується відновлення міжнародного пасажирського авіасполучення наступного місяця. Після цієї заборони транспортного сполучення, однієї з найсуворіших у світі, авіакомпанія «LATAM Argentina» повністю припинила роботу 17 червня 2020 року у зв'язку з погіршенням умов для роботи в країні, що посилились під час пандемії.
Протягом останнього тижня липня 2020 року авіаперевізник «Aerolíneas Argentinas» згідно звітів компанії продав більш ніж 188 тисяч квитків, з яких 54 % пасажирів купили квитки на період з грудня 2020 по березень 2021 року, а ще 27 % придбали квитки на період від вересня до листопада 2020 року.
22 вересня 2020 року, аргентинські лоукостери, зокрема «Flybondi», «JetSmart Argentina» і дочірня авіакомпанія «Aerolíneas Argentinas» підтвердили, що вони перемістили дату відновлення своєї роботи на 12 жовтня, в той час як Міністерство транспорту запевнило, що регулярні внутрішні рейси відновляться в листопаді 2020 року. Через два дні повідомлено, що авіакомпанія «American Airlines» відновить свої щоденні рейси до Маямі з 7 жовтня 2020 року за спеціальним графіком польотів, будуть також проводиться два щотижневі рейси до Мадрида та Сантьяго, три рейси на місяць до Нью -Йорка, чотири рейси на тиждень до Сан-Паулу, та авіарейси до Ліми (три на місяць) та Асунсьйона (два рази на місяць).
22 жовтня 2020 року в країні відновлено внутрішнє авіасполучення після семимісячної перерви, з дотриманням низки карантинних вимог, які передбачали наявність у пасажирів маски для обличчя та наявність проїзного квитка. У частині провінцій також вимагали наявності негативного тесту на COVID-19 перед посадкою на літак або прибуттям.
26 грудня 2020 року Аргентина знову обмежила в'їзд до країни у зв'язку з появою нових штамів COVID-19 у всьому світі, та зростання кількості випадків хвороби. Очікувалося, що ці заходи триватимуть до 28 січня 2021 року. Пізніше ці заходи продовжено до вересня 2021 року.

### Соціальний вплив
Повідомлено, що Аргентина належить до тих країн регіону, населення яких найбільше дотримувалося карантинних обмежень. Компанія «Apple» повідомила про зменшення на 83 % кількості автомобільного руху до 26 квітня 2020 року, також повідомлено, що 4900 осіб арештовано в країні за порушення карантинних заходів. За даними Google, після запровадження суворого карантину кількість людей у ресторанах, торгових центрах, кінотеатрах та музеях зменшилася на 86 %, кількість мобільних телефонів у громадському транспорті впала на 80 %, а в офісах — на 57 %. У той же час присутність у житлових зонах зросла на 27 %.

#### Освіта
Після запровадження президентом загальнонаціонального карантину школи та університети закрилися на невизначений термін. Унаслідок пандемії всі навчальні заклади перейшли на дистанційне навчання в Інтернеті. Закриття шкіл негативно позначилось на 14 мільйонах учнів. Пізніше уряд повідомив, що оцінює, як будуть відкриватися школи в майбутньому, і що уряд працює над програмою поширення нетбуків для учнів, які не мають доступу до комп'ютерів за критеріями їх розподілу на основі соціально-економічних показників.
9 червня 2020 року міністерство освіти заявило, що 85 % учнів зможуть повернутися до занять у серпні, хоча із застосуванням спеціальних гігієнічних заходів, але школам у районі Великого Буенос-Айреса доведеться зачекати, поки у регіоні не почне знижуватися кількість випадків хвороби. Через три місяці, 3 серпня 2020 року, міністерство освіти підтвердило, що в провінціях Катамарка, Сан-Хуан та Сантьяго-дель-Естеро розпочинається процес повернення до очного навчання за системою, яка передбачає поділ учнів на групи, які можуть відвідувати навчання в кабінетах школи позмінно. Понад 10 тисяч учнів у провінції Сан-Хуан 10 серпня 2020 року першими повернулися до очних занять з дотриманням соціального дистанціювання. Міністр освіти Ніколас Тротта також повідомив, що заняття в школах по всій країні за планом припиняться у грудні 2020.
У жовтні 2020 року урядом міста Буенос-Айрес підтверджено відкриття навчальних закладів. Учні старших класів початкових та середніх державних шкіл зможуть добровільно надавати допомогу навчальним закладам, протоколи вказують, що на занятті можуть бути присутні не більше 10 осіб, заняття будуть відбуватися від 2 до 4 днів на тиждень, від 1 до 4 годин на відкритому просторі. Приватним школам у Буенос-Айресі також було дозволено повернутися до очних занять з 16 жовтня 2020 року. За тиждень був підтверджений перший випадок інфікування COVID-19 працівника школи в районі Буенос-Айреса Барракас, де школу довелося закрити на карантин. Шкільні заняття у провінції Буенос-Айрес за словами губернатора Кісільоффа мали розпочатися в жовтні 2020 року в 24 муніципалітетах, та в підсумку відновилися для учнів старших курсів у 15 малих округах, тоді як у інших 79 великих районах шкільні заняття «відновлюються». У приватному звіті в листопаді було підраховано, що лише 34 % аргентинських учнів отримали дозвіл на відвідування шкільних занять, тоді як 1 % з них тоді фактично відвідували особисті заняття.
У листопаді 2020 року міська влада Буенос-Айреса дозволила поступове повернення до школи для всіх учнів, а пізніше повідомила, що 2021 навчальний рік розпочнеться раніше, ніж зазвичай, 17 лютого, у зв'язку з чим профспілки вчителів розпочали акції протесту проти відкриття шкіл. Провінція Буенос-Айрес протягом листопада 2020 року дозволила проводити шкільні заняття у 32 великих районах провінції. 17 лютого 2021 року школи знову відкрились для учнів у 5 із 24 регіонів країни.

#### Злочинність
Під час пандемії кількість пограбувань та вбивств на час карантину знизилися на більшій частині країни, але з часом знову зросли після зняття частини карантинних обмежень. У місті Буенос-Айрес під час найсуворішого карантину злочинність знизилася на 48 % за перший квартал року та на 56 % у липні 2020 року, проте зросла кількість насильницьких злочинів. У провінції Буенос-Айрес під час жорсткого карантину за перші 97 днів карантину було зареєстровано 5980 озброєних пограбувань проти 13878 за той же період минулого року. Також повідомлено про 201 вбивство (на 16 менше, ніж у 2019 році) та 120 нападів з пораненнями (проти 197 попереднього року).
У Великому Буенос-Айресі спостерігалося зростання кількості злочинів, скоєних людьми без попереднього кримінального досвіду. Міністр безпеки провінції Серхіо Берні кваліфікував їх як «злочини задля виживання». Для подолання цього зростання злочинності федеральною поліцією була створена оперативна група негайного реагування, і в цьому районі були розгорнуті жандарми. Міністр національної безпеки Сабіна Фредерік заявила, що, хоча в перші дні карантину злочинність значно знизилася, у міру ослаблення заходів безпеки, злочинність зросла, особливо насильницькі злочини.
На узбережжі Атлантичного океану в районі Буенос-Айреса, яке є популярним місцем літнього відпочинку, прокотилася хвиля крадіжок у літніх будинках. Це стало наслідком запровадження локдауну, а також того, що власникам будинків (більшість із яких проживали у Великому Буенос-Айресі) було важко отримати доступ до свого майна та посилити безпеку будинків.
7 вересня 2020 року розпочались протести поліції провінції Буенос-Айрес, спричинені тим, що поліцейським довелося боротися з COVID-19 на передовій, не надаючи ніяких засобів індивідуального захисту та отримуючи щомісячну мінімальну заробітну плату лише в розмірі 40 тисяч песо (близько 430 доларів США), з понаднормовою оплатою 50 песо (2,30 доларів США) за годину. Поліція припинила патрулювання, реагуючи лише на екстрені виклики за номером 911.

#### Нетрі
В Аргентини існує давня проблема з житлом та нетрями, яка лише посилилася з початком пандемії. У районах з найнижчим рівнем життя довелось проводити цілий комплекс протиепідемічних заходів та масові тестування жителів, зокрема після спалахів хвороби у районах Буенос-Айреса (Вілья-31 та Барріо-Мухіка) та Кільмеса (Вілья-Асул та Вілья-Ітаті). Ці райони мають обмежений доступ до водопостачання та вентиляції, що разом із перенаселеністю ускладнює дотримання загальнонаціонального локдауну та сприяє швидкому поширенню COVID-19. У цих районах проводилась спеціальна кампанія «DetectAr», у рамках якої проводилося дослідження умов проживання людей і взяття проб в місцях загального користування (зокрема пунктів харчування для найбідніших) для проведення ПЛР-тестів, які показали високу поширеність SARS-CoV-2 у цих районах. Криза, спричинена епідемією COVID-19, також збільшила частоту самозахоплення земель малозабезпеченими, під час якої вони незаконно присвоїли землі, на яких згодом були створені нові райони нетрів. Цьому сприяли також закони, що призупиняють виселення під час кризи, спричиненої епідемією коронавірусної хвороби.
За оцінками, до вересня 2020 року в провінції Буенос-Айрес було захоплено 4300 гектарів приватних та державних земель, найвідоміша ділянка з яких розташована у передмісті Буенос-Айреса Герніці і має площу близько 100 гектарів. Житлові споруди, які стояли недобудованими протягом багатьох років, в деяких районах також були захоплені сквоттерами. Це викликало політичну критику як усередині уряду, так і з боку опозиції, при цьому міністр безпеки провінції Буенос-Айрес припустив, що захоплення були організовані громадськими рухами всередині урядової коаліції. Правоохоронні органи розпочала розслідування щодо можливої причетності політиків до цих захоплень. Деякі члени уряду спочатку не підтримували ідею виселення із незаконно зайнятих ділянок, проте за кілька днів змінили свою думку до більш жорсткого підходу до самозахоплення земель. Серед певних верств суспільства поширена думка, що не слід виселяти людей із незаконно зайнятих ділянок, натомість ділянки, які не використовуються, слід розподілити між тими, хто найбільше цього потребує.
У Патагонії на тлі пандемії зросла кількість незаконного займання землі людьми, які називають себе мапуче. Найбільшу увагу національних засобів масової інформації привернуло захоплення землі в одному з національних парків на площі в 480 гектарів у Вілья-Маскарді. Це викликало виступи місцевих жителів проти незаконного захоплення земель, які закінчилися тим, що міністр національної безпеки почав подавати судові позови проти демонстрантів.

#### Громадський транспорт
Уряд запровадив низку заходів для громадського транспорту (таксі, автобуси та поїзди), спрямованих на дотримання відповідного санітарного режиму, та рекомендації щодо проведення поїздки лише в найнеобхідніших випадках. Громадський транспорт продовжував роботу в обмеженому режимі до 13 квітня 2020 року на час локдауну. З цього дня всі послуги громадського транспорту повернулися до звичайного розкладу, але все ще дотримувались відповідних гігієнічних заходів, щоб запобігти поширенню хвороби.
4 травня 2020 року уряд запровадив новий карантинний протокол, який передбачав, що в громадському транспорті може перебувати лише 60 % від місткості кількості пасажирів. Комбіновані автобуси та міні-автобуси також розпочали роботу вперше після запровадження локдауну.
Після того, як на початку червня 2020 року користування громадським транспортом у Великому Буенос-Айресі зросло на 60 %, уряд оголосив про нові заходи, згідно яких дозволено користуватися поїздами, автобусами та метрополітеном лише працівникам життєво необхідних галузей. З 29 червня 2020 року пасажири були змушені зарезервувати місця в поїздах для майбутніх поїздок. В умовах посилення карантину, який набув чинності 1 липня 2020 року, користування громадським транспортом у Великому Буенос-Айресі скоротилося у перші дні на 30 % (близько 300 тисяч пасажирів) порівняно з попереднім тижнем.
4 серпня 2020 року рух потягів по лінії «Sarmiento» перервав свою роботу після виявлення серед його співробітників низки випадків COVID-19. У 36 робітників лінії підтверджено позитивний результат тестування на коронавірус, а 130 осіб з числа працівників довелося ізолювати. З початку пандемії до цього дня серед працівників лінії виявлено 56 підтверджених випадків COVID-19.

#### Права людини
Під час епідемії хвороби ситуація з правами людини в країні суттєво погіршилась, зокрема неодноразово робились заяви про жорстокість поліції, збільшення домашнього насильства, та торгівлі людьми, а також порушення права на свободу пересування. Значну увагу, зокрема, привернули в національних засобах масової інформації два випадки жорстокості з боку поліції: смерть Луїса Еспіноси, який був убитий поліцією провінції Тукуман під час контролю за дотриманням карантину, та зникнення Факундо Астудільйо Кастро, який згодом був знайдений мертвим поблизу Баїя-Бланки, після того, як поліція провінції Буенос-Айрес кілька разів зупиняла його за невиконання заходів карантину. Причетність поліції до другого випадку підозрюється, але вона поки що не доведена. ООН висунула претензії до уряду Аргентини у зв'язку з цими випадками.
Пересування населення сильно обмежувалося, на кордонах провінцій встановлені контрольно-пропускні пункти, які дозволяли в'їзд на територію провінції лише обмеженій кількості осіб, які мали спеціальні дозволи. На під'їздах до деяких міст були побудовані барикади із землі та відходів. Це спричинило випадки, коли низка осіб не могли побувати на похованні члена сім'ї, незважаючи на наявність необхідних дозволів, а пацієнти помирали через те, що машинам швидкої допомоги не дозволяли в'їхати в іншу провінцію. Частині людей доводилося отаборитися на кордонах провінцій. Підраховано, що близько 8 тисяч осіб опинились у заторах, намагаючись дістатись до провінції Формоса, внаслідок чого Верховний суд Аргентини вимушений був прийняти спеціальну постанову, в якій сказано, що цим людям має бути наданий доступ на територію провінції. Водії вантажівок також критикували локдаун та карантинні заходи на дорогах, та заявляли, що їм доводиться чекати до 20 годин на контрольно-пропускних пунктах, а також вважають заходи негуманними, серед інших причин, через неможливість прийняти ванну під час багатогодинного чекання в черзі.
З квітня до кінця жовтня 2020 року в країні було призупинено всі комерційні авіарейси унаслідок одного з найдовших карантинів у світі, що спричинило критику владних структур Аргентини з боку Міжнародної асоціації повітряного транспорту.

#### Засоби масової інформації
З початку національного карантину у період з 17 по 22 березня 2020 року частка телетрансляцій у телевізійній програмі на тиждень збільшилося на 30 %. Мережі збільшили час ефірного часу ток-шоу та новинних програм, одночасно ще продовжувалась трансляція реаліті-шоу.
5 квітня 2020 року на 6 найбільших телеканалах Аргентини («América TV», «Televisión Publica», «El Nueve», «Telefe», «El Trece» і «Net TV») транслювалось спеціальне шоу, метою якого був збір коштів для потреб лікарень і медичних центрів, на якому виступали низка відомих особистостей та відомих журналістів аргентинських засобів масової інформації. Загальна сума пожертвувань склала 87938624 аргентинських песо.
Єдиною теленовелою, яка транслювалась на аргентинському телебаченні до початку пандемії, була «Separadas» (на телеканалі «El Trece»), яку виключили з телевізійної програми після 19 березня 2020, її зйомки і трансляція були тимчасово призупинені. Через два місяці продюсерська компанія «Pol-ka» остаточно скасувала телешоу з економічних причин, залишивши аргентинське телебачення без теленовел.
Перші випадки COVID-19 серед працівників аргентинського телебачення зареєстровані в червні 2020 року. Перший підтверджений випадок зареєстрований у спортивного журналіста телеканалу «El Nueve» Гільєрмо Ферро. Пізніше коронавірусна хвороба була виявлена у 3 продюсерів з каналу «Telefe», які брали участь у створенні телешоу «El Precio Justo», після чого нові випуски передачі перестали виходити, та надалі транслювались лише повтори попередніх випусків передачі. Ведуча телешоу «El Precio Justo» пізніше повідомила, що в неї підтверджений позитивний результат тесту на COVID-19. Телеканал «Telefe» також повідомив, що ток-шоу «Cortá por Lozano» буде транслюватися разом з ведучою та учасниками дискусій з їхніх помешкань для запобігання можливого інфікування коронавірусом. 18 червня 2020 року у співробітника телевізійної компанії «América TV» діагностували COVID-19. 27 червня 2020 року новинний канал «C5N» запровадив карантинні заходи після того, як у одного з їхніх журналістів виявлений позитивний тест на COVID-19.
До початку вересня 2020 року виявлено позитивний результат тесту на коронавірус у низки журналістів, ведучих, працівників каналів та відомих особистостей з телебачення та радіо. Серед співробітників аргентинських засобів масової інформації, в яких підтверджено позитивний результат тесту на коронавірус, були Сантьяго дель Моро, Катеріне Фулоп, Гвідо Качка, Анді Куснецофф, Алехандро Фантіно, Бебі Етчекопар, Едуардо Фейнманн, Ніколь Нейман та Маху Лосано.

#### Спорт
12 березня 2020 року ФІФА повідомила, що перші два раунди кваліфікації на чемпіонат світу 2022 від Південної Америки, які мали відбутися протягом цього місяця, перенесені на пізніший термін. Того ж дня КОНМЕБОЛ повідомила, що буде тимчасово призупинено розіграш Кубка Лібертадорес. Пізніше, 17 березня 2020 року, КОНМЕБОЛ повідомила, що розіграш Кубка Америки 2020 року перенесено на 2021 рік.
13 березня 2020 року ралі Аргентини було перенесено на пізніший термін. Мотогонки «Gran Premio Motul de la Republica Argentina» також планувалося перенести на пізніший термін, але 31 липня 2020 року мотогонку було скасовано.
15 березня 2020 року президент країни заявив, що серед інших карантинних заходів рекомендовано проводити футбольні матчі, але без глядачів. Перший з матчів, призупинений Аргентинською футбольною асоціацією, відбувся між клубами «Індепендьєнте» та клубом «Вілла Мітре» у розіграші Кубка Аргентини. Цей матч мали зіграти 17 березня, але перенесли на 1 квітня 2020 року. Того ж дня ігри у всіх футбольних лігах була призупинена на невизначений термін, зокрема останній матч у розіграші Прімера Дивізіон відбувся 16 березня 2020 року між клубами «Атлетіко Колон» та «Росаріо Сентраль».
Після кількох місяців невизначеності повідомлена попередня дата поновлення футбольних змагань. Очікувалося, що з 31 липня 2020 року команди зможуть повернутися до тренувань після тестування гравців, тренерського штабу та працівників клубу, дотримуючись кроків, які були зроблені у європейському футболі, завдяки чому турніри поновляться в середині вересня 2020 року. Пізніше, 4 серпня 2020 року, аргентинська футбольна асоціація повідомила, що після того, як протоколи безпеки щодо COVID-19 будуть схвалені урядом, 10 серпня поновляться ігри чоловічого першого дивізіону і першого дивізіону жіночого чемпіонату Аргентини, 2 вересня поновиться розіграш другого дивізіону чоловічого чемпіонату Аргентини, а решта турнірів поновляться 7 вересня 2020 року. Перед тим, як повернутися до тренувань, кілька клубів, зокрема «Бока Хуніорс», «Рівер Плейт», «Індепендьєнте», «Расінг», «Сан-Лоренсо», «Велес Сарсфілд» та інші, провели тестування своїх гравців, які мали до цього позитивний результат тестування на COVID-19.
18 серпня 2021 року міністр туризму і спорту Матіас Ламменс повідомив, що футбол з глядачами повернеться у кінці вересня — на початку жовтня, обмеження кількості глядачів досягне 30 % місткості стадіонів.